# 2016年のテレビ特別番組一覧
- 2016年のテレビ (日本) > 2016年のテレビ特別番組一覧
- 2016年のテレビ (日本) > 2016年のテレビ番組一覧 (日本) > 2016年のテレビ特別番組一覧

2016年のテレビ特別番組一覧（2016ねんのテレビとくべつばんぐみいちらん）
本項では、2016年に日本国内で放送されたテレビの特別番組をまとめる。

## 単発特番
記事が立項されている番組、および、他年度を含めると通算2度以上放送されている番組に限定して記載する。

### 1月放送
- 30日 - 濱田岳・森泉ガチ対面 密林ゴリラと伝説海獣〜いのちの星の親子たち〜（CBCテレビ）[1][注 1]

### 2月放送
- 11日 - 今夜はニュースチェック11（NHK総合）※パイロット版
- 13日 - あなたは今幸せですか?（テレビ朝日）※パイロット版
- 20日 - リオ五輪の星 素顔に迫る! グッと!スポーツ（NHK総合）※パイロット版
- 21日 - ニッポンのぞき見太郎 あなたは多数派?少数派?（関西テレビ）※パイロット版

### 3月放送
- 5日 - オネエエンジェルス噂の現場大捜査!!〜ビューティーグッズ総決算SP〜（フジテレビ）[注 2][注 3]
- 13日 - 中山秀征の究極ハウス（九州朝日放送）[注 4][注 5]
- 22日 - ドリームライブが福島にやってきた〜心をつなぐ世界のアーティスト〜（NHK総合）
- 26日
  - お笑いゆとりスリー（25日深夜、フジテレビ）[注 6]
  - クイズ!ボンバーワン（TBS）[注 7][注 8][2]
  - ますだおかだのオモログ〜ようこそ!関西のディープ珍スポットへ〜（関西テレビ）※パイロット版
- 28日 - 超入門!落語 THE MOVIE（NHK総合）

### 4月放送
- 1日 - へんてこ生物アカデミー（NHK総合）第1回放送
- 7日（6日深夜） - ギリギリ昔話〜生きる伝説に聞きました〜（フジテレビ）[注 9]
- 30日
  - 頼まれてないけど、一旦会議しましょう（29日深夜、毎日放送）第1回放送
  - 水谷千重子キーポンシャイニング歌謡祭（BSフジ）[注 10]

### 5月放送
- 21日 - 爆笑!お座敷演芸会（BSフジ）[注 11]第1回放送
- 24日 - スーパー主婦 ザ☆ワールド（NHK BSプレミアム）第1回放送[注 12]
- 27日 - オバマ米大統領（当時）広島訪問関連
  - 報道特別番組 米大統領被爆地広島を訪問（テレビ東京）[4]
  - RCC報道特別番組「オバマ大統領 広島へ」（中国放送）
  - オバマ大統領広島訪問 被爆地ヒロシマの思い（NHK広島放送局 / NHK総合・中国地域）
  - "世界へのメッセージ"を読み解く（NHK総合）[5]

### 6月放送
- 8日 - 実録まさかのオーメン（TBS）第1回放送[注 13]
- 11日 - 海外出張オトモシマス!（NHK総合）第1回放送
- 12日 - モハメド・アリ 緊急追悼番組 蘇る伝説の死闘「猪木VSアリ」（テレビ朝日）[注 14]
- 15日 - 発見!○○な人（14日深夜、TBS）第1回放送[6]
- 18日 - 緊急生放送!AKB48総選挙延長戦（テレビ朝日）[7]
- 22日 - 昔ココ住んでました!っと芸能人がいきなり訪ねるTV（テレビ東京）[8][注 15][注 16]
- 25日 - ザ・ビートルズ フェス（NHK BSプレミアム）[9]

### 7月放送
- 2日 - 関西私鉄沿線ぶらり旅〜すぐそこが、めっちゃ楽しい〜（テレビ大阪）第1回放送[10]
- 6日 - 超実話○○ミステリー（テレビ朝日）第1回放送[11]
- 10日 - 独占生中継!ウルトラマンの日in杉並公会堂〜放送開始50年記念 ウルトラ全43ヒーロー大集結!〜（TBSチャンネル1 最新ドラマ・音楽・映画）[12]
- 17日 - 視聴者参加型!定点カメラバラエティー 内村カメラ（日本テレビ）第1回放送[注 17]
- 18日 - 海洋アドベンチャー タラ号の大冒険（NHK総合）[注 18]
- 20日 - 嵐ツボ（フジテレビ）第1回放送[13]

### 8月放送
- 3日 - 感動!!生中継 長岡大花火2016〜鎮魂と平和への祈り〜（BS日テレ）初放送
- 6日 - 渡部・ザキヤマの高校野球研究部〜高校野球開幕前日SP〜（朝日放送）第1回放送[14][注 19]
- 15日 - おごれる東京に宣戦布告!!VS東京（BSスカパー!）
- 20日 - 今田・徳井がガチ婚活!? 九州美女探しツアー（福岡放送）[注 20]
- 21日
  - おびゴハン!（TBS）※パイロット版
  - 最上級のひらめき人間を目指せ!金の正解!銀の正解!（フジテレビ）※パイロット版[15]
- 24日 - 目撃スクープ!私、そこにいました。（テレビ東京）第1回放送[注 15][注 21]
- 25日 - 人名探究バラエティー 古舘伊知郎の日本人のおなまえっ!（NHK総合）[16]※パイロット版

### 9月放送
- 4日 - ぽっちゃりママのダイエット奮闘記〜2ヶ月でここまで痩せました〜（テレビ朝日）[注 22][17]
- 8日 - 芸能人が実体験を告白!最悪の一日（テレビ朝日）第1回放送[18]
- 9日 - 訂正させて下さい〜人生を狂わせたスキャンダル〜（フジテレビ）第1回放送[注 23]
- 11日 - ニッポンねほりはほり（テレビ西日本）第1回放送[注 24][19]
- 12日 - 有野・木本・岡田のレッツゴー三匹!うらやましい!趣味が高じて…ワォ〜（11日深夜、朝日放送）第1回放送
- 17日
  - 中部日本コメダ検定（16日深夜、CBCテレビ）※『中部日本○○検定』シリーズ第1弾[20]
  - 世界プリンセス物語〜愛される理由とは〜（NHK BSプレミアム）[21][注 25]
- 21日 - オワライターズ（20日深夜、フジテレビ）第1回放送
- 22日 - タイプライターズ〜物書きの世界〜（21日深夜、フジテレビ）第1回放送
- 27日 - お笑いトレンディ夜会（BS朝日）第1回放送[22][23]
- 29日 - 天海祐希・石田ゆり子のスナックあけぼの橋（フジテレビ）第1回放送[24][25][注 26]

### 10月放送
- 5日 - 全部揃えてみます。〜ちょっと自慢できる雑学テレビ〜（フジテレビ）[26][注 27]
- 6日 - バナおぎやドリーのもろもろのハナシ（フジテレビ）[27]※パイロット版
- 7日 - リオ五輪パラリンピックメダリストパレード（NHK総合）
- 8日 - ど夜中フェス!! #1（7日深夜、フジテレビ・BSフジ）[28][注 28]
- 10日 - 香川照之の昆虫すごいぜ! 1時間目（NHK Eテレ）
- 15日 - シェアしたくなる!日本人の知らないニッポンのこと。（テレビ東京）第1回放送[注 29]
- 19日 - 日本の頭脳No.1決定戦 東大王2016（TBS）[29]※パイロット版
- 22日 - 密着取材!この時期危ない!スズメバチの脅威（BS日テレ）[注 30]
- 23日
  - ネプチューンの!なんでそんなこと言ったの?TV（日本テレビ）第1回放送[注 17]
  - 京都音楽博覧会2016（NHK BSプレミアム）[30]
  - 大人のたしなみズム（BS日テレ）第1回放送[注 31]
- 28日 - 風雲!大歴史実験（NHK BSプレミアム）第1回放送[31]
- 29日
  - そう言えば良かったのか!絶体絶命アンサー（朝日放送）第1回放送[32][注 32]
- 31日
  - ハロウィン音楽祭2016（TBS）第1回放送[33][注 33]
  - ニッポンの母ちゃんに逢いたい!（テレビ東京）※パイロット版

### 11月放送
- 1日 - オトせ!（日本テレビ）第1回放送[注 34][34]
- 4日 - 追跡!平成オンナの大事件（フジテレビ）第1回放送[注 23][注 35]
- 6日 - シンフォニック・ゲーマーズ〜僕らを駆り立てる冒険の調べ〜（NHK BSプレミアム）[35][注 36]
- 8日 - 人生で大事なことは○○から学んだ（朝日放送）※パイロット版
- 15日 - 世界で笑いと驚きが起きた瞬間200連発!（日本テレビ）第1回放送
- 16日 - バナナマンの誰も知らないスポーツの世界〜テレ東だけが持っていた(秘)映像（15日深夜、テレビ東京）第1回放送[36]
- 18日 - 田原総一朗&SHELLYが指令!それってタブーですか?（17日深夜、テレビ東京）[36][注 37]
- 20日 - 徹子×さまぁ〜ずの爆笑芸賓館 イチオシ芸人GP2016（テレビ朝日）[注 14][37]
- 23日
  - 池上彰のニュース2016総決算!今そこにある7つの危機を考える!ニッポンが危ない（TBS）[38][注 38]
  - 結成50周年!コント55号 笑いの祭典（NHK BSプレミアム）[40]
- 24日 - 第1回明石家紅白!（NHK総合）
- 26日 - 韓国・悠久の歴史と美食の旅〜慶尚北道をめぐる〜（BS朝日）[41]
- 27日 - セキララ夫人会（テレビ朝日）第1回放送[注 4][注 40][42]

### 12月放送
- 3日 - オーレリアンの庭 今森光彦 四季を楽しむ里山暮らし（NHK BSプレミアム）[43][注 41]
- 10日
  - 古舘トーキングヒストリー〜忠臣蔵、吉良邸討ち入り完全実況〜（テレビ朝日）第1回放送[44][注 42][注 43]
  - 東京絶品神グルメ 乃木坂46の食べるだけ（TBS）
- 11日
  - 最後の一日 最後の言葉 〜ホントにそれでいいんですか?〜（日本テレビ）[注 17]第1回放送[注 44]
- 20日 - 池上彰が選んだ2016年 決定的瞬間!〜教えてもらう前と後〜（毎日放送）※パイロット版
- 21日
  - ココがズレてる健常者〜障害者100人がモノ申す〜（NHK総合）第1回放送[注 45]
  - 林修の歴史ミステリー 徳川家260年最大の謎 隠された財宝3000億円徹底解明スペシャル（TBS）第1回放送[46][注 46]
- 22日 - 聞いてた話と違います!〜ブームに潜む落とし穴〜（21日深夜、フジテレビ）第1回放送[47][注 47]
- 23日 - コウケンテツの世界幸せゴハン紀行〜ポルトガル〜（NHK BS1）[48][49]
- 24日
  - 所さんお届けモノです!（毎日放送）※パイロット版
  - 華麗なる雑談〜古舘とジュニアと○○〜（テレビ東京）[50]※パイロット版
  - リアラグ ほんとうのぜいたくって?（BSジャパン）第1回放送[51][注 48]
- 25日 - グレートコネクション（日本テレビ）第1回放送[注 17][注 49]
- 27日 - スポーツ!天国と地獄〜語られなかったあの名場面のウラ側〜（TBS）第1回放送[52][注 50]
- 28日 - ビートたけしのオワラボ（フジテレビ）第1回放送[53]
- 29日
  - 今年も年末は もふもふスペシャル（NHK BSプレミアム）[注 51][54]
  - ヤバイ話ザ・ワールド（テレビ東京）第1回放送[55][注 52]
- 30日 - 2020TOKYOみんなの応援計画（NHK Eテレ）※パイロット版

## 2回以上放送のシリーズ番組
※レギュラー化前の特番、打ち切り後の復活特番も扱っています。

### 1月放送
- 1日
  - 2016年新春!ニッポン“ふるさとお宝”祭り（NHK総合）
  - 大予測!2016世界はどうなる?（NHK総合）
  - スタジオパークからおめでとう2016（NHK総合）
  - ウィーン・フィルニューイヤーコンサート2016（NHK Eテレ）
  - 日本で一番早いお笑いバトル! フットンダ王決定戦2016（中京テレビ）[56]
  - 羽鳥慎一の開運!お騒がせ生新年会2016（テレビ朝日）[57]
  - 志村&所の戦うお正月2016（テレビ朝日・朝日放送）
  - 森田さんの輝け!初日の出（TBS）
  - 笑いの王者が大集結!ドリーム東西ネタ合戦（TBS）
  - 2016年の“変わる”が分かる! 池上彰のどーなる?ジャーナル（毎日放送）
  - 謹賀新年RKB生放送〜家族びよりなお正月!!〜（RKB毎日放送）
  - 初笑い!朝まで爆笑寄席2016（テレビ東京）
  - 爆笑ヒットパレード2016（フジテレビ）
  - さんタク（フジテレビ）※最終回[58]
  - 新春! よしもと大爆笑2016（サンテレビ）
  - Earth Walker 2016（BSフジ）
- 1日（前篇）・2日（後篇） - 夢の地球大横断!2016〜親子の絆で秘境の地へ〜（BS-TBS）
- 1日（18）、24日（19） - 世界の秘境で大発見!日本食堂（テレビ東京）[注 53]
- 2日・3日（1日・2日各深夜） - 大学対抗麻雀駅伝in箱根（テレビ東京）
- 2日
  - 共感百景 〜痛いほど気持ちがわかる あるある〜（1日深夜、テレビ東京）
  - 新春テレビ放談2016（NHK総合）
  - 新春初笑い!よしもとレジェンド&トレンディ芸人大集合SP（朝日放送）
  - ご当地グルメ探偵団6 怪人ゴリ面相の百万石決戦（ANN中部ブロック / 北陸朝日放送・新潟テレビ21・長野朝日放送・静岡朝日テレビ・メ〜テレ）
  - 志村&鶴瓶のあぶない交遊録19（テレビ朝日）
  - 汗と涙の50日!第3回全国小・中学校リズムダンスふれあいコンクール（TBS）
  - 全世界極限サバイバル2016（TBS）
  - 新春!お笑い名人寄席（テレビ東京）
  - 大正製薬新春スペシャル演歌の花道2016（テレビ東京）
  - 伊勢神宮舞楽（東海テレビ）
  - 爆笑! 2016年こうなる宣言（関西テレビ）
  - 有吉のドッキリ初笑い!芸能界煩悩CUP（関西テレビ）
- 2日・3日 - 伊藤英明の大シベリア（BS-TBS）
- 3日
  - 初笑い東西寄席（NHK総合）
  - 堂本剛の正月やからね（2日深夜、毎日放送）
  - 雨上がり決死隊の正月ホームパーティーを盛り上げようぜ!（CBCテレビ）
  - 財宝伝説は本当だった バミューダ海400億円沈没船パナマの秘宝歴史的大発見SP（TBS）[59]
  - 超人気番組が一挙集結!夢の祭典!番組対抗! ドッキリアワード2016（TBS）
  - 仲間由紀恵の蒼い地球10（テレビ東京）
  - 中居のかけ算（2日深夜、フジテレビ）
  - 名古屋西川流初舞（東海テレビ）
  - コレカツ嵐（フジテレビ）
  - 木梨目線! 憲sunのHAWAII10（BSフジ）
- 4日
  - 関西財界フォーラム2016（朝日放送）
  - 春一番!笑売繁盛（毎日放送）
  - 美川はるなのものまねおやじ3人旅（フジテレビ）
- 5日 - 歌王2016（TBS）
- 7日（6日深夜） - 平成28年消防出初め式（NHK総合）[注 54]
- 8日
  - EXILE ATSUSHI PREMIUM LIVE（TBS）[注 55]
  - 古代文明ミステリー たけしの新・世界七不思議大百科第3巻（テレビ東京）
- 9日（8日深夜） - NEWSな2人（TBS）※パイロット版
- 10日
  - プロ野球No.1決定戦!バトルスタジアム（読売テレビ）
  - マグロに賭けた男たち2016（テレビ朝日）
  - 世界!ニッポン行きたい人グランプリ〜ドドーンと3人ご招待SP〜（テレビ東京）[注 53]※パイロット版
  - 43rd New Years World Rock Festival（フジテレビ）
- 11日
  - 変ラボ（日本テレビ）※パイロット版
  - さんま・玉緒のお年玉あんたの夢をかなえたろかスペシャル（TBS）
- 12日 - あのハナシの「じゃない」をスクープ!ジャ〜ナいリスト（関西テレビ）
- 14日 - 歌会始 お題「人」（NHK総合）
- 15日 - 平成タイムジャンパー（テレビ朝日）
- 17日
  -     - 阪神・淡路大震災関連特番
    - 阪神・淡路大震災21年中継 震災の記憶を未来へ（NHK総合）
    - エール1.17 つなぐ震災の記憶（朝日放送）
    - この瞬間に祈る（関西テレビ）
    - あの日を忘れない〜阪神・淡路大震災 1.17のつどい（サンテレビ）
    - 震災21年報道特別番組 あの日を忘れない〜検証と継承〜（サンテレビ）

  - 世界の秘境に嫁いだ日本人妻（テレビ東京）[注 53]
- 18日 - お笑い演芸館（BS朝日）※パイロット版
- 23日 - アツアツ!フーフー!東北鍋ストーリー おひとり様ペア参戦スペシャル（ミヤギテレビ）[61][注 56]
- 27日 - 世界が驚く職人技 ニッポン大好き外国人No.1決定戦（テレビ東京）[注 15][62]
- 29日 - 世界VS日本 オモシロCM全部見せます!（テレビ朝日）[63]
- 30日 - グレートトラバース2〜日本二百名山一筆書き踏破〜第6章（NHK BSプレミアム）※最終回
- 31日
  - これが東北魂だ 愛と希望のラーメン〜湯気の向こうの復興物語〜（東北放送）[64]
  - 迷っても行きたい!路地裏の名店9（テレビ東京）[注 53]

### 2月放送
- 7日 - 世界ビューティートラベル2〜シンデレラになる10の方法〜（テレビ東京）
- 10日 - 芸能人対抗! 孫と一緒に歌合戦（BS日テレ）※パイロット版
- 11日
  - 第26回JNN共同制作番組 神秘の蝶 アサギマダラ 2000キロを渡る旅（大分放送 / JNN28社）[65]
  - 東京一人暮らし2016（静岡朝日テレビ・福島放送・新潟テレビ21・長野朝日放送・北陸朝日放送）[66]
  - 第30回民教協スペシャル しあわせ食堂〜笑顔と孤独と優しさと〜（青森放送 / 民間放送教育協会）[注 57]
- 11日 - 13日（10日 - 12日各深夜） - 舞台スジナシ（TBS）
- 12日・19日（11日・18日各深夜） - じゃない（日本テレビ）[注 34]
- 13日
  - 欽ちゃん&香取慎吾の第93回全日本仮装大賞（日本テレビ）
  - V字復活!有吉カンパニー〜ホントにあった大逆転リアルストーリー〜（中国放送）[68][注 58]
  - 激走!トラック乗り継ぎ旅8（テレビ東京）[注 59]
  - 関西人2000人が選ぶ!!どうしても入りたい!名湯秘湯ベスト10（テレビ大阪）[69]
- 14日
  - アレ誰が作ってるの?技ありギョーカイ神（テレビ朝日）[注 4][70][71]
  - ビートたけしのスポーツ大将2016〜ナインティナインも参戦SP〜（テレビ朝日）[注 14]
  - 世界らん展日本大賞2016（NHK BSプレミアム）
- 16日 - 生中継!第58回グラミー賞授賞式（WOWOW）[72]
- 17日 - 人生最大のサプライズ プロポーズ大作戦!（TBS）[注 13][73]
- 18日 - 浮世絵ツアー 江戸の四季めぐり 冬の巻（NHK BSプレミアム）※最終回[注 60]
- 20日 -ロンブー淳の一度は行きたい!武将の隠し湯〜真田幸村も入った!?最強温泉SP〜（信越放送）[75][注 61]
- 21日
  - 第49回NHK福祉大相撲（NHK総合）
  - 芸能界!じぃじ&ばぁばウォッチングバラエティ 孫まご旅（メ〜テレ）[注 4][76]
- 22日 - 成功の遺伝史3（日本テレビ）
- 26日 - タカトシ牛肉宅配便!優勝力士&日本代表&歌舞伎ファミリー天才子役と友達にSP（中京テレビ）
- 27日
  - 極旅 達人と行くガイドに載らない㊙ツアー8（テレビ東京）[注 59]
  - 気になるあの人大調査!陣内&中川家のWHO ARE YOU?（毎日放送）
- 28日
  - 東京マラソン2016（日本テレビ）
  - 世界のスゴい動物園&水族館ベスト20（フジテレビ）[注 62]
  - JCB presents 第2回北海道ドリームクイズ〜道内一周!!アジアの10人激闘記〜（北海道テレビ）
- 29日 - 真夜中の保健室（日本テレビ）[77]

### 3月放送
- 1日 - 櫻井翔×池上彰 教科書で学べない災害（日本テレビ）[78][注 63]
- 4日 - 第39回日本アカデミー賞授賞式（日本テレビ）[80]
- 5日
  - 未来への手紙2016〜子どもたちが見た被災地〜（NHK総合）
  - 医食同行!ニュースな芸能人の健康メシ（日本テレビ）[注 56]
  - 白鵬密着ドキュメント〜明日も相撲に生きる〜（TBS）[81]
  - わ・す・れ・な・い〜5年間の"津波映像"全記録〜（フジテレビ）
- 6日 - 感動地球スペシャル 大島優子のアイスランド オーロラ舞う火山島（テレビ静岡）[82]
- 11日 - 13日 - 特集 明日へ つなげよう 〜東日本大震災5年〜（NHK総合）[83]
- 11日 - 今夜、熱唱!天童よしみスペシャルライブ2016（BS-TBS）
- 12日
  - 池上彰のなるほど北陸新幹線 開業1周年スペシャル（北陸朝日放送・長野朝日放送）
  - 震災から5年 "明日へ"コンサート（NHK総合）
  - 篠山ABCマラソン2016（朝日放送）
- 12日・19日 - ローラ出川の愛知ぶらりクッキング（CBCテレビ）[84]
- 13日 - 千原せいじ漫遊記11 世界ふれあい旅スペシャルinミャンマー（読売テレビ）
- 13日・27日 - 横浜マラソン2016（13日、tvk / 27日、TBS[85][86]）
- 15日
  - よみがえりマイスター（NHK総合）
  - 世界!極限アーティストBEST20（日本テレビ）[注 64][87]
- 16日・19日（15日・18日各深夜） - NON STYLEの「きみと僕の夢のたね」（読売テレビ）
- 17日 - ナンカゲツマチ〜よくそんなに待てますね〜（テレビ東京）
- 19日
  - 2016春RKBテレビ祭り（RKB毎日放送）
  - 豪華夢の競演!!演歌まつり2016（BS日テレ）
- 19日・20日 - 中井貴一ヨーロッパ大紀行 天才ダ・ヴィンチからの挑戦状（BS-TBS）
- 20日
  - ヒロミの八王子リホームSP（BS日テレ）
  - 玉置浩二ショー（NHK BSプレミアム）
- 21日 - TBSテレビ60周年特別企画 生命38億年スペシャル 人間とは何だ（TBS）[88]
- 21日・23日 - センバツ高校野球 レジェンドが語る名勝負の秘密（NHK総合）
- 22日
  - 放送記念日特集（NHK総合）
  - 言わせろ!リアクションワード（日本テレビ）
  - 五木寛之の百寺巡礼スペシャル2016〜日本の心に出会う旅〜（BS朝日）
- 23日 - 戦え!スポーツ内閣（毎日放送）[89]※パイロット版
- 24日 - ずるい奴らを許すな!目撃Gメン徹底追及スペシャル2（日本テレビ）
- 25日（24日深夜） - 東京ひとりぼっち（フジテレビ）[注 65]
- 25日・26日 - 朝まで生鉄（鉄道チャンネル）
- 26日
  - 第45回日本農業賞 食卓へのメッセージ（NHK Eテレ）
  - 黒柳徹子のユニセフ報告 トットちゃんと世界の子どもたち アジア最貧国ネパールへ（テレビ朝日）
  - フィギュアスケート本田4兄妹 わたしたちのレベル4〜シーズンII〜（フジテレビ）[注 2][注 66][注 67]
  - 他叙伝〜あなたの知らないアナタの歴史〜（朝日放送）[91]
- 27日
  - 3人のヤマトナデシコ〜ただ勝利のためでなく〜（26日深夜、関西テレビ）[注 68]
  - ジュウブンノサン（日本テレビ）
  - リズムにノッて答えろ ザ・ピンポンブー（TBS）[注 69]
  - 生放送!愛と怒りの1億3千万人大捜査!今、捜したい人（テレビ東京）[94][注 53]
  - 世界怪盗ファイル カメラが見た!犯行&逮捕の決定的瞬間3時間SP（フジテレビ）[注 62][95]
  - 堤真一×地球創世の大地〜オーストラリア大陸3000キロ〜（NHK BSプレミアム）
  - アニソンのど自慢G 〜天下一アニソン武闘会〜（NHK BSプレミアム）
- 28日 - 新クイズ面白ゼミナール（NHK BSプレミアム）
- 29日 - 歌う!SHOW学校すべて見せます爆笑編（NHK総合）
- 30日 - ニッポン列島・駅弁百景2（BS日テレ）
- 30日・31日 - 松尾スズキアワー コント劇場「恋は、アナタのおそば」（NHK総合）
- 31日 - 生死を分けたその瞬間 体感!奇跡のリアルタイム（読売テレビ）[96]

### 4月放送
- 2日 - 鈴木亮平 世界ミステリー遺産に挑む カリブ海縦断（NHK BSプレミアム）[注 70]
- 4日 - 草彅剛の第25回がんばった大賞（フジテレビ）
- 5日 - とんぱちオードリー（4日深夜、フジテレビ）
- 6日 - ハンゲキ〜怒涛の4時間SP〜（フジテレビ）[95]
- 9日 - N響CLASSICS×POPS with SPECIAL ARTISTS（NHK総合）[97]
- 10日 - テレビ史を揺るがせた100の重大ニュース（TBS）[98]
- 11日 - 宝探しアドベンチャー 謎解きバトルTORE!2016春祭りSP!（日本テレビ）
- 17日 - 世界でバカウケJAPAN（関西テレビ）
- 19日・26日 - 小嶋陽菜でございます!（18・25日各深夜、テレビ東京）[99]
- 21日・28日（20日・27日各深夜） - 話王〜2ショットフリートークNo.1決定戦〜（日本テレビ）[注 34]
- 23日
  - 奈良でみつけた宝物（TBS）[100]
  - 女神たちの時代（テレビ東京）
  - さようなら 時代を彩った鉄道たち カシオペア・白鳥・キハ40系…〜鉄道伝説SP（BSフジ）
- 24日 - 第8回沖縄国際映画祭SP（日本テレビ）
- 29日 - ワンダーアース4 生き物たちから学ぶこと（朝日放送）[101]
- 30日 - 中居正広の終活って何なの!?〜僕はこうして死にたい〜2016（フジテレビ）[注 71][102]

### 5月放送
- 1日
  - 最近の若いもんは…イン・ザ・ワールド（テレビ朝日）[注 14]
  - スターズオンアイス2016密着SP（TBS）[103]
  - 世界で働くお父さん10（テレビ東京）[注 53]
- 3日 - 6日(2日 - 5日各深夜) - シノ×バニ（テレビ朝日）[104]
- 3日
  - 憲法記念日特集（NHK総合）
  - どっちがホンモノ!?芸能人目利きツアー!in鎌倉・葉山（TBS）[105]
  - 第64回ザよこはまパレード（テレビ神奈川）[106]
- 4日
  - "おいしい"がニッポンを救う!（NHK総合）[注 72]
  - ぶら旅ハワイ! 〜楽園アクティ美ティ ホノルルスペシャル〜（テレビ東京）
- 5日 - 2016こどもの日スペシャル 未来の主役〜地球の子どもたち〜踏みだす一歩（テレビ東京）
- 6日 - HEY!HEY!NEO!（フジテレビ）
- 7日
  - 八重樫東物語2〜妻と夫と、ボクシングと〜（フジテレビ）[注 2]
  - 第45回広告大賞（フジテレビ）[注 73]
- 8日 - バイキング家族5（テレビ東京）[注 53]
- 9日 - ハックツベリー 一夜限りの復活! 沖縄で笑いをハックツするぞスペシャル!（テレビ東京）[107]
- 13日 - かぞくムービーAWARD2016 笑いと涙の瞬間、もっともっと集めました!（日本テレビ）[注 74]
- 14日
  - 一流芸能人が嫉妬したスゴイ人（フジテレビ）[注 71][注 75]
  - 第51回上方漫才大賞（関西テレビ）
  - 国際バラとガーデニングショウ2016（NHK BSプレミアム）[109]
- 15日
  - 戦闘中2016 〜アスリート天下統一戦〜（フジテレビ）
  - おしろツアーズ7〜絶対行きたくなる!おもしろ名城旅〜（東海テレビ）
  - 爆笑!ジャパニズム宣言3（読売テレビ・中京テレビ）[110]
  - 日経スペシャル 招待席 〜日本舞踊家 八世藤間勘十郎の挑戦〜（BSジャパン）
- 18日 - 石橋貴明のスポーツ伝説…光と影（TBS）
- 21日 - QUIZ ジショモン（日本テレビ）[注 76][注 77]
- 22日 - 爆笑問題の深海WANTED オーストラリア秘境の海で挑む!神秘の古代魚（テレビ静岡）[112][113]
- 27日 - 奇跡のチカラの謎を解け!世界超常能力TV（フジテレビ）[注 23]
- 28日 - billboard classics festival 2016（テレビ大阪）[114]

### 6月放送
- 5日 - タビノバ〜女子アナ旅部 臨時集会スペシャル〜（BS-TBS）[115]
- 7日 - 10日 - 池上彰が今 宇宙で働くひと に聞きたいこと（6日 - 9日深夜、フジテレビ）[116]
- 8日 - アリよりのアリ 理想独女VS現実人妻 結婚の幸せって何だSP（7日深夜、TBS）
- 12日 - ノリタケ・フミヤ・ヒロミが行く!キャンピングカー合宿〜出会い。ふれいあい・幸せ旅〜（フジテレビ）[注 62]
- 18日
  - 立川志の輔のナットク!地球環境大賞2016（フジテレビ）
  - 最先端ワード検定2016（TBS）
  - AKB48選抜総選挙SP（フジテレビ）
  - 究極のわがままオシャレ大作戦 〜7人の美女が行く 三都物語〜（読売テレビ）[117]
  - 知ってるようで知らない名所 魅力増し増し!穴場トラベラーPART2（NNS中国ブロック / 西日本放送・広島テレビ・日本海テレビ・山口放送）[118]
  - 怪魚ハンターが行く!〜アジア“巨大魚ベルト地帯”に人食い魚を追う〜（NHK BSプレミアム）
- 18日・19日 - キラーストレス（NHK総合）[注 78]
- 20日 - スーパードクターズ（TBS）[注 79]
- 24日 - アフロの変一夜限りの!?復活スペシャル!（23日深夜、フジテレビ）[119]
- 26日
  - ニッポンを釣りたい!（テレビ新広島）[120]
  - 小林賢太郎テレビ8「wonderland」（NHK BSプレミアム）[121]
- 27日 - SMAPバラエティつよしんごろうの境界線クイズ2016スペシャル（関西テレビ・フジテレビ）[122]
- 29日 - テレ東音楽祭2016（テレビ東京）[123]

### 7月放送
- 2日
  - THE MUSIC DAY 夏のはじまり。（日本テレビ）
  - ナツトク!ビューティー応援団〜夏のお悩み!スピード解決SP〜（フジテレビ）[注 2]
  - 知られざる脳の真実!!世界を変える奇跡の力〜今夜解き明かされる人類のフシギ〜（フジテレビ）[注 71][124]
- 3日
  - 日本人の本音をリサーチ 思い浮かべる!?（日本テレビ）[注 17]
  - SASUKE2016（TBS）[125]
- 4日 - なるほど!ザ・ワールド2016夏（フジテレビ）[126]
- 9日 - 修造学園19（テレビ朝日）[注 80]
- 10日
  - タカアンドトシの北海道十勝横断 今夜、宿ナシ二人旅（北海道文化放送）[127]
  - 伝説の瞬間発掘ファイル〜アニメ編〜（フジテレビ）
- 11日 - 密着180日!戸村家・8女1男!!女の子だらけの12人大家族奮闘物語2（BSジャパン）[注 81]
- 12日(11日深夜)・19日(18日深夜) - 妻と夫のネホリハホリ〜完璧な夫婦はありえない!?〜（テレビ東京）[128]
- 15日
  - さまぁ〜ずのテレビ動物園 三村VS大竹 最強マジかわアニマル大集合SP（フジテレビ）
  - 博多祇園山笠「追い山」生中継
    - 博多祇園山笠2016（NHK福岡放送局 / NHK総合・福岡県エリア）
    - ふくやスペシャル 博多祇園山笠追い山中継 走れ!山笠〜一瞬に迫る（九州朝日放送）
    - 勇壮!博多祇園山笠2016（RKB毎日放送）
- 16日
  - テレ朝夏祭り開幕!!夏祭り会場からMr.KINGが生中継（テレビ朝日）
  - 音楽の日2016（TBS）
  - お台場みんなの夢大陸2016開幕スペシャル（フジテレビ）[注 2]
  - 復活!オールスター家族対抗歌合戦（BSフジ）[注 82]
- 16日・17日・20日 - MIRACLE BODY〜人類最高値への挑戦〜（NHK総合）[注 78]
- 17日 - 行列のできる芸能人通販王決定戦!第10弾（日本テレビ）
- 17日・18日 - VIVA LA ROCK 2016（フジテレビNEXT ライブ・プレミアム）[130]
- 17日・25日 - 2016祇園祭山鉾巡行生中継（KBS京都）
- 18日
  - 三ツ矢サイダーpresents 水の惑星大冒険（中京テレビ）[131]
  - 第37回ABCお笑いグランプリ（朝日放送）
  - ライフセーバーたちの海物語2016（BS朝日）
- 22日 - うれしたのし大好き2016（フジテレビ）
- 23日 - 24日
  - FNS27時間テレビフェスティバル!（フジテレビ / FNS27局[注 83]）
  - 未解決事件 File.05 ロッキード事件（NHK総合）[注 78]
- 24日 - 発見!にっぽん家宝探訪2（BSフジ）
- 25日 - 2016天神祭生中継（テレビ大阪）
- 29日 - 漫才夏祭り2016（NHK大阪放送局 / NHK総合近畿ブロック）
- 30日
  - アサヒビールスペシャル 独占生中継!隅田川花火大会2016（テレビ東京）
  - ウルトラ重機2〜大地と海に重機王国を見た〜（NHK BSプレミアム）
- 31日
  - 志村けん聞録〜のんびり出会い旅・静岡編〜（テレビ朝日）[注 4][注 84]
  - THE ICE 2016（中京テレビ）

### 8月放送
- 3日・4日 - 金メダルへの道（NHK総合）[注 78]
  - 3日 - 水の王者は俺だ〜萩野公介と瀬戸大也〜
  - 4日 - “体操ニッポン”復活の金へ〜内村航平と日本代表〜
- 3日 - 最恐映像ノンストップ4（テレビ東京）
- 4日・11日（3日・10日各深夜） - 私のリスペクト!歴史をちょっと動かした偉人伝（日本テレビ）[注 34]
- 6日
  - 広島平和記念式典（NHK広島放送局 / NHK総合）
  - キズナ ワーク 親子2人で働こう（福島中央テレビ）[注 56][132]
- 7日 - 世界の年収400マン 癒しのベトナム&世界遺産の宝庫ハンガリー（中京テレビ）[注 85]
- 8日
  - 稲川淳二の怪談グランプリ2016（7日深夜、関西テレビ）
  - 山里と100人の美女 真夏の女子会 大告白SP（TBS）
- 9日
  - 長崎平和祈念式典（NHK長崎放送局 / NHK総合）
  - さんま&岡村祭り オトコってバカねSP（日本テレビ）
- 14日 - ザ・スクープスペシャル 終戦企画 緑十字機 決死の飛行〜誰も知らない"空白の7日間"〜（テレビ朝日）
- 15日
  - 全国戦没者追悼式（NHK総合）
  - 第68回諏訪湖祭湖上花火大会（BS-TBS）
- 20日 - 幻解!超常ファイル ダークサイド・ミステリーSP アメリカUFO神話Part-2 政府は宇宙人を隠しているのか!?（NHK BSプレミアム）
- 21日 - 昭和平成ヒット商品全部見せます!〜その時茶の間は動いた〜（テレビ東京）[注 53]
- 22日 - 緊急!ニッポンを襲う世界の超S級危険生物（TBS）[133]
- 27日 - 28日 - 24時間テレビ39「愛〜これが私の生きる道〜」（日本テレビ / NNN・NNS30局、沖縄テレビ）
- 27日
  - 第48回思い出のメロディー（NHK総合）[134][135]
  - お試しジャパン（NHK総合）
  - 第10回ジャイアンツカップ（日本テレビ）
  - 神様に選ばれた試合（テレビ朝日）
  - 第90回秋田大曲・全国花火競技大会2016（NHK BSプレミアム）[136]
- 28日
  - 仰天ニッポン滞在記11（テレビ東京）[注 53]
  - 2016さだまさしコンサート at 東京国際フォーラム（NHK BSプレミアム）
- 29日 - 密着!林家たい平24時間マラソンの舞台裏〜思いを込めて走った100.5 km〜（日本テレビ）
- 31日 - Iwataniスペシャル 鳥人間コンテスト2016（読売テレビ）

### 9月放送
- 1日 - 交通警察2016夏の大走査線、逃げ得は許さない!（日本テレビ）
- 3日
  - よゐこの無人島0円生活（テレビ朝日）
  - ものづくり日本の奇跡 日の丸テクノロジーがオリンピックを変えた 元気が出る60年物語（TBS）[137]
  - 有吉の夏休み2016密着100時間inハワイ（フジテレビ）[注 71][138]
  - 大阪人3000人が選ぶ!今すぐ歌いたいなにわの名曲ベスト20（テレビ大阪）[139]
  - やすしきよしの夏休み'16（関西テレビ）
- 4日・8日 - 港町物語 珠玉のアルバム（NHK BSプレミアム）[140]
- 4日（第1集）・11日（第2集） - MEGA CRISIS 巨大危機（NHK総合）[注 78]
- 6日・13日（5日・12日各深夜） - アナタしか知らない雑学教えてください!（テレビ東京）[141]
- 6日 - グッときた名場面ベスト77（日本テレビ）
- 7日 - 歌ネタ王決定戦2016（毎日放送）[注 13]
- 8日・15日・22日 - 美と若さの新常識〜カラダのヒミツ〜 シーズン2（NHK BSプレミアム）
- 9日 - ライオンスペシャル 高校生クイズ2016（日本テレビ）
- 10日
  - こころフォトスペシャル（NHK総合）
  - 秋のイチオシMONO決定版!〜お得に買えるのは今だけなんですSP〜（フジテレビ）[注 2]
- 11日、22日 - 勇気のシルシ〜パラアスリートの挑戦（TBS）
- 15日・22日（14日・21日各深夜） - データ×データ=ざわざわするTV（日本テレビ）[注 34]
- 16日 - 住んでる人が見たい!世界の超!絶景ハウス6（テレビ東京）
- 17日 - 青春舞台2016（NHK Eテレ）
- 18日
  - こちら葛飾区亀有公園前派出所 THE FINAL 両津勘吉 最後の日（フジテレビ）[142]
  - 〜長島三奈が見た甲子園〜野球が僕にくれたもの（テレビ朝日）[143][注 4]
  - ○○に10万円あげたらこんな使い方されちゃいました!2（CBCテレビ）[144]
  - コレは知ってる!解説つき ニュース国民ボーダーライン クイズで国民VS芸能人（朝日放送）
  - 列島縦断!長崎→札幌 激走!高速バス限定の旅2016夏（テレビ東京）[注 53]
  - ウチのガヤがすみません!（日本テレビ）
- 19日 - 第36回全国豊かな海づくり大会（NHK総合）
- 21日 - どうぶつ奇想天外!2016（TBS）
- 22日
  - NON STYLE井上の目指せキレイ!お買い物ツアー（読売テレビ）[145]
  - 思わず2度見する!想像を絶するテレビ 第3弾（読売テレビ）[146]
  - アメリカズカップ〜つかめ世界一の風!チームジャパンの挑戦〜（テレビ東京）
- 23日 - 謝りたい人がいます。（TBS）[147]
- 25日・26日 - ザ・ベストテレビ2016（NHK BSプレミアム）
- 30日 - 関ジャニ∞のTheモーツァルト 音楽王No.1決定戦（テレビ朝日）

### 10月放送
- 1日
  - 木下グループカップ Japan Open 2016（テレビ東京）
  - 第11回鎌倉音楽祭 鶴舞2016（TOKYO MX）[148]
- 2日
  - キングオブコント2016（TBS）[149]
  - 木下グループpresents カーニバルオンアイス2016（テレビ東京）
  - 世界法廷ミステリー 世紀の裁判 O.J.の告白（フジテレビ）[25]
- 3日 - 5日 - わらたまドッカ〜ン（NHK Eテレ）[150]
- 4日
  - へんないきもの2016最新ランキング 大発表SP（フジテレビ）[25]
  - 淳&ブラマヨのおしゃべり商店街（関西テレビ）[25]
- 4日・11日 - ぼくらはマンガで強くなった〜quarter special〜（NHK総合）
- 5日 - リンカーン芸人大運動会2016（TBS）[149]
- 8日 - 列島異変2016 凶暴グマ異常出没の謎を追え!（テレビ朝日）
- 9日 - 住民を守れ!日本全国駆除の達人IX（テレビ東京）[注 53]
- 10日
  - 萬福寺音舞台（9日深夜、毎日放送）
  - 明石家さんまの転職DE天職（日本テレビ）
  - 究極の男は誰だ!?最強スポーツ男子頂上決戦VI（TBS）
- 11日
  - 今夜限定!完全復活!徳光和夫の感動再会"逢いたい"（TBS）[151]
  - クイズ!ドレミファドン!1万人が選んだココロに残る名曲ヒットベスト300（フジテレビ）
- 15日
  - 第46回NHK講談大会（NHK Eテレ）
  - 芸能人が本気で考えた ドッキリさせちゃうぞGP（フジテレビ）[注 71][25][152]
- 16日 - 第9回貝印スイーツ甲子園!高校生パティシエNo.1決定戦（テレビ東京）
- 20日
  - プロ野球ドラフト会議2016（TBS）
  - ドラフト緊急生特番!お母さんありがとう（TBS）
- 23日 - 平成28年度NHK新人お笑い大賞（NHK総合）
- 25日（24日深夜）・29日 - イッキ見!〜今 絶対に知りたい!気になるモノを気になるだけまとめました〜（テレビ東京）[153]
- 29日
  - 平成28年度NHK新人落語大賞（NHK総合）
  - 2016ツール・ド・フランスさいたまクリテリウム（テレビ東京）
  - マゼランの遺伝子〜未来を開く挑戦者たち〜（BSジャパン）
- 30日
  - 偉人ゆかりの地を巡る!京都なりきりツアーズ2（29日深夜、TBS）[154][注 86]
  - ちばアクアラインマラソン2016（TBS）
  - 海を渡ったニッポンのお宝を探せ!（テレビ東京）[156]
  - 虹の架け橋まごころ募金コンサート（NHK BSプレミアム）

### 11月放送
- 1日・8日（10月31日・11月7日各深夜） - オトナの(秘)ココロ診断〜あなたのウラ側お見通しっ!〜（テレビ東京）[157]
- 2日 - アスリート波瀾万丈 崖っぷちからの大逆転SP3（テレビ東京）[注 15][158]
- 5日
  - 第31回国民文化祭・あいち2016（NHK総合）
  - 中居正広のプロ野球珍プレー好プレー大賞2016今夜決定!500名超一流プロ野球選手vs徳光率いる豪華審査員No.1珍はこれだSP（フジテレビ）[注 71]
- 8日 - 16日（7日 - 15日深夜） - 松木安太郎のW杯最終予選応援宣言!（テレビ朝日）[159]
- 12日
  - オリンピックコンサート2016（NHK総合）
  - 極上!旅のススメ（テレビ朝日）※レギュラー終了後初
- 12日・19日 - 大好物だけ食べまくりバラエティ 満腹!バッカーグルメ（TBS）[160]
- 13日 - マチャミ&陣内日本ワケありツアー! 神戸・淡路島編（読売テレビ）[161]
- 16日
  - 総合診療医ドクターG三大疾病スペシャル（NHK総合）
  - 吉本陸上競技会2016（毎日放送）
- 17日 - ベストヒット歌謡祭2016（読売テレビ）
- 19日 - アメリカズカップ・ワールドシリーズ福岡大会（テレビ東京）
- 20日 - 第28回テレビ囲碁アジア選手権日本大会（NHK Eテレ）
- 23日
  - ふるさとの希望を旅するII〜都会編〜（NHK総合）
  - なわとびかっとび王選手権2016（NHK Eテレ）
  - 北海道究極グルメツアー〜豪華!おせち&冬の味覚大集合SP〜（読売テレビ）[162]
- 26日
  - 誰も知らない明石家さんま 初のロングインタビューで解禁!（日本テレビ）[163]
  - 虹色を追う男たち〜ペルシャの秘宝と友情〜（テレビ愛知）[164][注 87]
  - シスメックススポーツスペシャル 神戸マラソン2016〜ありがとうを伝えたい（朝日放送）
  - つながるテレビ2016（テレビ岩手）
  - 照英が見た世界のOITA〜第36回大分国際車いすマラソン大会〜（大分朝日放送 / ANN九州ブロック）
  - 堤真一 世界ウイスキー紀行〜アイルランド・カナダ・日本を巡る（BSジャパン）[165]
- 28日 - NPB AWARDS 2016 supported by リポビタンD（J SPORTS 1、BS-TBS）
- 29日 - 日テレ系音楽の祭典 ベストアーティスト2016（日本テレビ）

### 12月放送
- 1日 - 第49回日本作詩大賞（テレビ東京）[166]
- 3日
  - 自転車で駆ける!東北の絶景・グルメ・ふれあい旅〜ツール・ド・東北2016〜（東北放送）
  - 2016メガヒットアイテム総決算今だけお得なMONOツアーズ（フジテレビ）[注 2]
  - 60サンキュー!presents 今田東野のやっぱり名古屋が最高（CBCテレビ）[注 88][167]
  - Pasco プレゼンツ オトナの天才クイズ（CBCテレビ）[注 89][168]
- 3日、10日、17日 - シリーズ 知られざる古代文明（NHK BSプレミアム）
- 4日
  - グランプリ決定!第14回NHKミニミニ映像大賞（NHK総合）
  - ゴミ屋敷を救え!便利屋24時（テレビ東京）[注 53]
  - 正しくお参り!バッチリ開運!やしろツアーズ3（東海テレビ）[169]
  - 歴史発見 城下町へ行こう!復活!2時間スペシャル 信長・秀吉・家康　天下人たちが見た京都・伏見の旅（BS朝日）
- 5日 - 第49回日本有線大賞（TBS）
- 7日（6日深夜）、14日（13日深夜） - 鯉に恋するコイトーク（テレビ新広島）[170]
- 9日、10日、16日、17日 - 日本歌手協会歌謡祭（BSジャパン)
- 10日
  - 密着5年!ほぼ毎年産んで子供8人大家族!和田サンちの美人ママ（日本テレビ）[注 76]
  - こんなトコあったんだ 発見!ニッポン穴場旅（テレビ東京）
  - 必見!ヒット商品研究所〜2016ベストヒット&ロングセラーのヒミツ〜（テレビせとうち）
  - 数珠つなぎでゴールを目指せ!伊豆半島しりとり旅（テレビ東京）[注 59]
- 11日(10日深夜、総合)・18日(BSプレミアム) - ABU ソングフェスティバル きゃりーぱみゅぱみゅ バリ島へ!（NHK総合・BSプレミアム）[171]
- 11日
  - 芸能界旅サークル7（10日深夜、朝日放送）[172]
  - 宮根誠司VS中部10県 地元じゃ当たり前! え!○○知らないの!?2016（中京テレビ / NNS中部ブロック）[注 90]
  - 全日本こころの歌謡選手権コンサート（BSジャパン）[174]
- 12日 - 全日本歌唱力選手権 歌唱王（日本テレビ）
- 13日 - 第16回わが心の大阪メロディー（NHK大阪放送局 / NHK総合）
- 14日
  - 人気芸人50人大集合!スキャンダルも大激白 無礼講の宴!大忘年会（日本テレビ）
  - ナニコレ珍百景3時間スペシャル（テレビ朝日）※レギュラー終了後初
  - 生き物にサンキュー&世界の超S級危険生物 合体4時間スペシャル（TBS）[注 91]
- 16日 - 最強の頭脳 日本一決定戦! 頭脳王（日本テレビ）
- 17日
  - 漫才のDENDO（16日深夜、朝日放送）
  - 中居正広 本気の5番勝負!侍ジャパン&メダリストと夢試合（日本テレビ）
  - クリスマス・オン・アイス2016（テレビ東京）
  - 報道スクープSP 激動!世紀の大事件IV〜目撃者の「新証言」と封印された「極秘資料」〜（フジテレビ）[176]
  - 初音ミク「マジカルミライ 2016」LIVE&MAKING（TOKYO MX1）
- 18日 - FNN重大ニュース さよならジャパンOLD（フジテレビ）
- 21日・22日 - ノーナレ（NHK総合）
- 21日 - 25日（20日 - 24日深夜、全4回。25日は全4回一挙放送）、おやすみ王子（NHK Eテレ）[177]
- 23日
  - 皇室この一年（NHK総合）
  - 漫才カーニバル2016（NHK総合）[注 92]
  - 1万人の第九〜国分太一の発見!理由（ワケ）ありクラシック（毎日放送）
  - 皇室スペシャル2016 新時代（フジテレビ）
- 23日（プロローグ）、25日（1） - プラネットアースII（NHK総合）[注 78]
- 24日
  - クリスマスの約束（23日深夜、TBS）[179]
  - 決定!すくすくアイデア大賞2016（NHK Eテレ）
  - ビートたけしの超常現象㊙Xファイル 閲覧注意!未確認生物UMAを捕獲せよ!世界の現場に直撃!大捜索プロジェクト（テレビ朝日）[180]
  - THE歌謡祭2016〜昭和から平成に歌い継がれる流行り歌〜（BS日テレ）
  - KUMONファミリースペシャル 寬仁親王牌第31回童謡こどもの歌コンクールグランプリ大会（BS朝日）[[181]
  - 理美容甲子園2016（BSジャパン）[182]
- 25日
  - 明石家サンタの史上最大のクリスマスプレゼントショー（24日深夜、フジテレビ）[183]
  - 第42回将棋の日（NHK Eテレ）
  - 激撮!犯罪捜査24時 悪い奴らは全員逮捕だ!2016（関西テレビ）[184]
- 26日
  - 吉本お笑いオーケストラ12（テレビ朝日）[180]
  - オールジャパン・メダリスト・オン・アイス2016（フジテレビ）
- 26日 - 31日 - ROAD TO 紅白（NHK総合）
  - 29日 - ROAD TO 紅白スペシャル[注 93]
- 27日
  - ビートたけしのフランスは本当に勲章をくれたのかTV（26日深夜、TBS）[185]
  - 寺門ジモンの取材拒否の店2016年末SP（26日深夜、フジテレビ）
- 28日
  - 中居正広のプロ野球魂（27日深夜、テレビ朝日）[186]
  - 新しい波24（27日深夜、フジテレビ）[183]
  - 漫才祭り年末スペシャル2016（NHK大阪放送局 / NHK総合関西地区）
  - 九州2016 衝撃映像で振りかえる九州の今年（福岡放送 / NNN九州ブロック）
- 29日〜31日 - 耳をすませば（NHK総合）
- 29日
  - あらびき団オールナイト祭!（28日深夜、TBS）[注 94][187]
  - 大相撲この一年（NHK総合）
  - 爆笑!明石家さんまのご長寿グランプリ2016（TBS）[188]
  - とらぶる?トラベル!（関西テレビ）[189]
  - お騒がせニュース2016よしもと芸人100人しゃべっても大丈夫!（関西テレビ）[190]
- 30日
  - オールザッツ漫才2016（29日深夜、毎日放送）[191]
  - スーパーチャンプル2016 90分スペシャル（29日深夜、中京テレビ）
  - 2016彩りの四季〜「小さな旅」スーパーハイビジョン特集〜（NHK総合）[192]
  - 報道の日2016（TBS）[193]
  - 輝く!第58回日本レコード大賞（TBS）[注 95][194]
  - クイズ☆正解は一年後（TBS）[193]
  - 所さんの楽しいゴルフ（テレビ東京）
  - 洋上の激闘!!巨大マグロ戦争2016（テレビ東京）[195]
  - アナたび2016（フジテレビ）[53]
  - アースウォーカー オーストラリアSP 世界で一番「青い海」と世界で一つの「赤い海」の謎（フジテレビ）[196]
  - BOXING FES 2016（フジテレビ）[53]
  - 八方・今田のよしもと楽屋ニュース2016（朝日放送）[197]
  - ミヤネのナンバーワン2016（関西テレビ）[198]
  - 究極の推理対戦バラエティ DARE? 年末SP（関西テレビ）[199]
  - アメリカン・ミュージック・アワード2016（NHK BSプレミアム）[200]
- 31日
  - スタジオパークおおみそかスペシャル（NHK総合）
  - 全国自治宝くじ年末ジャンボ抽せん会（NHK総合）
  - しあわせニュース2016おおみそか（NHK総合）
  - 第67回NHK紅白歌合戦（NHK総合）
  - N響第9演奏会（NHK Eテレ）
  - クラシック・ハイライト2016（NHK Eテレ）
  - 史上最大の限界バトル KYOKUGEN2016（TBS）[201]
  - 大晦日ボクシングスペシャル THE BEST OF BEST 2大世界戦（テレビ東京）[202]
  - 大みそか列島縦断LIVE 景気満開テレビ2016（フジテレビ）[53]
  - もうかるジャーナル ミヤネ式 どうやってもうけましたん?大忘年会SP（フジテレビ）
  - RIZIN FIGHTING WORLD GRAND-PRIX 2016 無差別級トーナメント 2nd ROUND／FINAL ROUND（フジテレビ）
  - 上方漫才トラディショナル2016（毎日放送）[203]
  - ブラマヨの大みそかスポーツ祭り!どうかしてるぜ3番勝負&ココだけの話SP（関西テレビ）[204]
- 31日 - 2017年1月1日
  - ゆく年くる年（NHK総合）
  - 東急ジルベスターコンサート2016-2017（テレビ東京・BSジャパン）
  - ジャニーズカウントダウン 2016-2017（フジテレビ）[205]
  - 輝け!おママ対抗歌合戦 WBC ワールド場末クラシック2017（TOKYO MX1）
  - 年越し映画マラソン（NHK BSプレミアム）[206]
  - ももいろクローバーZ 第二回 ゆく桃くる桃 〜年またぎ笑顔三昧〜（テレビ埼玉・BS11他、フジテレビNEXT ライブ・プレミアム）[207]

### 1年間で複数回放送された特番
- 1月1日、8月24日 - 芸人キャノンボール2016（TBS）[250]
- 1月2日、5月5日、9月3日 - あなたが主役 50ボイス（NHK総合）
- 1月2日、4月20日、7月26日 - ヨロシクご検討ください（日本テレビ）
- 1月2日、 3月26日（25日深夜） - ダブルKENのぶらキュンナイト（フジテレビ）
- 1月3日、5月8日[注 14]、10月9日 - 世界がザワついた㊙映像 ビートたけしの知らないニュース（テレビ朝日）
- 1月3日、7月5日 - 世間とズレてる芸能人は誰だ!?ズレ↓オチ（関西テレビ）
- 1月3日、4月30日、7月2日、9月 - 感動!大相撲がっぷり総見（BSフジ）
- 1月5日、4月12日 - やっぱり世界はブッ飛んでいる!?世界ウソでしょ旅行社（関西テレビ）
- 1月6日、3月24日、9月21日（以上3H）、3月2日（2H）、4月3日、8月28日（4H） - トリハダ㊙スクープ映像100科ジテンSP（テレビ朝日）
- 1月6日、4月27日[注 13]、9月29日[149] - メイドインジャパン!（TBS）
- 1月6日、7月5日 - さまぁ〜ずの芸人100人が答えました!（TBS）
- 1月7日、4月10日、6月30日、9月29日 - 甦る歌謡曲（テレビ朝日）[251]
- 1月7日、11月15日 - 予約殺到!スゴ腕の専門外来SP!（毎日放送）
- 1月8日、3月31日、7月7日、8月27日、10月7日、12月26日 - 列島警察捜査網 THE追跡（テレビ朝日）
- 1月9日、7月9日 - 人志松本のすべらない話（フジテレビ）[注 71]
- 1月9日、3月12日 - 語る!大相撲名勝負列伝（BSジャパン）
- 1月10日、3月12日、4月3日、5月28日、8月21日、10月16日、12月11日 - 旅するハイビジョン 全国百線鉄道の旅（BSフジ）
- 1月11日（10日深夜）、5月23日（22日深夜） - リア10〜最新トレンド乱キング〜（TBS）
- 1月11日（冬）、4月10日（春）、9月4日（夏）、11月20日（秋） - 激録・警察密着24時!!〜2016〜（テレビ東京）
- 1月12日、6月26日 - 諸事情により…（日本テレビ）
- 1月15日、9月16日（秋の陣） - 芸能界特技王決定戦 TEPPEN2016（フジテレビ）[注 23]
- 1月17日、5月8日、6月12日、9月18日 - ローカル単線でめぐる旬旅（BSフジ）
- 1月17日（3）、8月7日（4） - いくぞニッポン!こども経済TV（テレビ東京）
- 1月19日、4月1日、8日、6月24日 - かわいい赤ちゃん大集合!どうぶつBANG!!（テレビ東京）
- 1月20日[注 13]、5月9日、7月11日、9月12日[注 99] - マサカの世界衝撃事件（TBS）
- 1月22日（21日深夜）、9月18日[注 17] - なれそめ ザ ペアレンツ（日本テレビ）
- 1月22日、2月11日（拡大版） - 乃木坂46 紅白SP!（NHK BSプレミアム）[252]
- 1月24日[注 17]、5月8日[注 17]、10月1日[注 76] - その時チャンスは舞い降りた!（日本テレビ）
- 1月30日[注 71]、10月12日 - 有名人ギャップ大賞（フジテレビ）
- 2月3日、6月8日 - 1周回って知らない話（日本テレビ）※パイロット版
- 2月3日[注 13]、10月4日 - 世界がビビる夜（TBS）
- 2月6日、13日、4月29日、9月19日、12月25日 - 歌いーな!（テレビ東京）
- 2月6日（オーストリア編）、13日（チェコ編）、5月21日、6月11日、7月23日（イタリア編）、9月10日（ハンガリー編）、10月15日（クロアチア編） - 関口知宏のヨーロッパ鉄道の旅（NHK BSプレミアム）
- 2月6日（第6集）、9月8日（第7集） - 井浦新 アジアハイウェイを行く（NHK BSプレミアム）
- 2月7日（5）、6月26日（6）、10月16日（7）、12月18日（8） - 緊急車両24時（テレビ東京）[注 53]
- 2月7日[注 17]、5月22日[注 17]、10月29日[注 76] - ドラマちっくニュース（日本テレビ）[253]
- 2月8日、4月4日、10月3日 - あなたが聴きたい歌の4時間スペシャル（TBS）
- 2月9日・10日、8月3日・4日 - はに丸ジャーナル（NHK総合）
- 2月9日（BSプレミアム）、3月12日（11日深夜、総合） - ジョシおん!〜大好き♥東北ガールズライブ〜（NHK仙台放送局）[注 100]
- 2月10日[注 13]、4月13日[注 13]、7月6日[注 13]、8月28日、10月12日[注 13] - 世界衝撃映像100連発（TBS）
- 2月11日、5月29日、9月3日、10月10日（完全版）、12月10日 - 明日へつなげるライブ（NHK総合）[255]
- 2月11日、11月24日 - 櫻井翔のジャニーズ軍VS有吉弘行の芸人軍 究極バトル“ゼウス”（TBS）
- 2月13日〈2〉、5月14日（3）大追跡!懐かしのあのスターは今?第○弾（BSジャパン）[256]
- 2月13日[注 76]、6月9日 - グサッとアカデミア（日本テレビ）
- 2月13日（京都）、8月20日（奈良） - 心の都へスペシャル 栗山千明の"極める"（日本テレビ）[注 56]
- 2月14日（10）、3月6日（11）、20日（12）、6月26日（13）、7月17日（14）、11月6日（15）、12月11日（16） - もんくもん（読売テレビ）[257]
- 2月14日、3月13日、4月17日、24日、6月3日、12日、7月3日、9月10日、25日、10月16日、11月20日、12月24日 - イキザマJAPAN（関西テレビ）[258]
- 2月14日[注 62]、10月14日[注 23] - 最強FBI緊急捜査!日本未解決事件完全プロファイル（フジテレビ）
- 2月13日（冬）、7月24日（夏） - ニッポンのスゴ腕漁師2016（テレビ東京）[注 53]
- 2月20日、6月18日、12月3日 - 離島へ行こう!（フジテレビ）[259]
- 2月20日（5）、4月9日（6）、6月18日（7）、10月8日（8） - たけしの“これがホントのニッポン芸能史”（NHK BSプレミアム）
- 2月27日、3月20日、6月5日、9月25日、12月18日 - メルクリウスの扉（テレビ東京）[260]
- 2月27日、11月19日 - NAGOYA-DAGAYA（中京テレビ）
- 2月29日・3月7日 - 緊急!TV公開大捜査 特捜事件ファイル2016（TBS）[261]
- 3月2日、8月10日、12月7日 - 激撮!密着警察24時（TBS）[注 13]
- 3月2日、23日、8月28日、9月4日 - 新TV見仏記（関西テレビ）
- 3月4日・11日(3日・10日各深夜)[注 34]、9月20日 - 女優カメレオン（日本テレビ）[262]
- 3月4日、9月16日 - 最新マジック!神ワザ映像50連発（フジテレビ）
- 3月5日、9月4日、11月3日 - ニッポン人のギモン（NHK総合）
- 3月6日、6月11日 - ど忘れ解消クイズ それ、なんだっけ!?（BSジャパン）[263]
- 3月7日（2）、8月8日（3） - 南こうせつの昭和流行歌（BS朝日）
- 3月9日（8日深夜）、12月22日（21日深夜） - 芸人報道1時間SP（日本テレビ）
- 3月9日（春）、10月26日（秋） - のどじまん THEワールド!2016（日本テレビ）
- 3月9日、4月6日、20日、6月15日、7月27日、10月19日、12月7日 - 世界の衝撃ストーリー（テレビ東京）[注 15]
- 3月9日、8月30日 - お笑いカードバトル 笑札（日本テレビ）
- 3月12日[注 11]、4月23日[注 11]、6月18日[注 11]、9月10日[注 11]、12月9日 - 爆笑!お台場コサキン亭（BSフジ）
- 3月12日（2）、7月2日（3）、9月24日（4）、12月17日（5） - 福岡人志、 松本×黒瀬アドリブドライブ（福岡放送）（福岡放送）[注 101]
- 3月13日（12日深夜・12）、9月11日（10日深夜・13）NON STYLE石田 映画番組やります（朝日放送）[264]
- 3月13日[注 62]、9月10日[注 71] - さんまの東大方程式（フジテレビ）
- 3月17日、7月29日、8月5日 - 梅沢富美男&東野幸治 まんぷく農家メシ!（NHK BSプレミアム）※パイロット版[265]
- 3月18日、9月23日 - 明石家さんまのコンプレッくすっ杯（朝日放送）
- 3月20日（2）[注 17]、11月11日（3） - 衝撃のアノ人に会ってみた!（日本テレビ）
- 3月20日、4月17日、5月1日、6月12日、25日[注 56]、7月16日[注 56]、10月29日 - 亀梨和也のスポーツ全力応援 好キニナル（日本テレビ）[266]
- 3月20日（10）、8月28日（11） - 秘境の地からやって来た!仰天ニッポン滞在記（テレビ東京）[注 53]
- 3月20日[注 62]、6月19日[注 62]、8月16日 - 世界ベスト・オブ・映像ショー 頂上リサーチ（フジテレビ）
- 3月22日（21日深夜、4）、9月6日（5日深夜、5） - ウケタモンガチ!（読売テレビ）[267]
- 3月22日（16）、9月27日（17） - 超ド級!世界のありえない映像烈伝（フジテレビ）
- 3月22日、6月30日 - ケンカ上等! 大激論! 好きか嫌いか言う時間 日本イライラ解消SP（TBS）※パイロット版
- 3月22日 - 4月12日 - 岡田圭右のリアル閉店ガラガラ（CBCテレビ）[268]
- 3月23日、10月31日 - 国民アンケートクイズ リアル日本人!（NHK総合）
- 3月24日（東海ローカル）、10月1日（全国ネット[25]） - 夜のブラマヨ研究所 ブラック トゥ ザ フューチャー（東海テレビ）
- 3月25日、7月8日、9月5日（77）、8月27日（88）、4月4日、6月23日（99）- 仰天パニックシアター〜まさかの瞬間ビビる77・88・99連発!!〜（テレビ東京）
- 3月25日、8月25日 - 林修の見れば納得!ギジンカイメイ（NHK総合）[269]
- 3月26日（25日深夜）、4月3日（2日深夜）、8月6日（5日深夜） - ハッカテン（読売テレビ）[270][271]
- 3月26日、5月21日、10月1日、12月24日[注 102] - エンタの神様大爆笑の最強ネタ大大連発SP（日本テレビ）
- 3月26日、7月17日[注 62]、11月12日 - 爆笑!いいね動画シアター（フジテレビ）
- 3月26日（4）、9月22日（5）、12月26日（6） - となりのシムラ（NHK総合）
- 3月26日（3）、9月17日（4） - 大阪人の謎カルチャー調べてみたらスゴかったワォ!（朝日放送）
- 3月27日（沖縄編）、10月30日（長野編） - The Craftsman 中田英寿が出会う職人達（BS-TBS）
- 3月27日、12月9日 - ウタフクヤマ（フジテレビ）
- 3月28日、5月3日 - おぎやはぎと愉快な芸人（なかま）たち（NHK総合）[272]
- 3月28日（IV）、7月3日（V）、12月24日（VI）[注 102] - 有吉の壁（日本テレビ）
- 3月29日、9月22日、12月15日 - のんびりゆったり路線バスの旅（NHK総合）
- 3月29日（春）、6月28日（夏）、10月4日（秋） - UTAGEの祭典!（TBS）
- 3月29日、9月15日、22日 - パン旅。（NHK BSプレミアム）[273]
- 3月29日、9月20日 - 人生一度は体感したい 超絶景!行った気トラベラー（毎日放送）
- 3月31日（30日深夜）、12月3日 - バナナブラマヨの新しい法律を作る会（毎日放送）[274]
- 3月31日[95]、9月23日（秋） - FNS各局対抗!格付けニッポン!最強グルメNo.1決定戦!（フジテレビ）
- 4月1日、12月23日 - 爆笑問題の検索ちゃん 芸人ちゃんネタ祭りSP（テレビ朝日）
- 4月2日、6月25日、8月27日、10月29日、12月10日 - ネプ&ローラの爆笑まとめ!2016（TBS）
- 4月2日[注 71][95]、6月17日[注 23] - 有名人が初めて話します!とっておきランキング〜ここでしか聞けないヒミツの話30連発〜（フジテレビ）
- 4月3日（春）、10月2日（秋） - DASHでイッテQ!行列のできるしゃべくり 日テレ系人気番組No.1決定戦2016（日本テレビ）
- 4月5日、9月27日、12月6日（ザ・トーナメント） - ものまねグランプリ（日本テレビ）
- 4月7日(6日深夜、2)・10月18日(17日深夜、3) - 有田哲平の世界一オモシロい番組（日本テレビ）[注 34]
- 4月8日、12月1日 - 耳が痛いテレビ（日本テレビ）
- オールスター感謝祭'16（TBS）
  - 4月9日 - オールスター感謝祭2016春（50回記念）
  - 10月8日[149] - オールスター感謝祭2016秋（25周年記念）
  - 10月9日 - オール芸人お笑い謝肉祭2016秋
- 4月9日、10月1日 - 映っちゃった映像GP（フジテレビ）
- 4月9日（小湊鉄道・いすみ鉄道）、8月7日（根室本線（花咲線））- 六角精児の呑（の）み鉄本線・日本旅（NHK BSプレミアム）
- 4月10日（9日）、6月19日（18日深夜）[275][276] - おやすみ日本 眠いいね!（NHK総合）
- 4月15日、9月17日（パート2） - 今甦る!魅惑のムード歌謡スペシャル（BS-TBS）
- 4月17日、6月5日、26日、8月7日、9月11日 - やっちまったTV（フジテレビ）[注 62]
- 4月17日、10月30日 - あなたのゴミがお宝に!平成のリサイクル密着24時（テレビ東京）[注 53]
- 4月17日[注 17]、11月19日[注 76] - ツイ撃!（日本テレビ）[277]
- 4月24日[注 17]、8月27日[注 76] - UWASAのネタ（日本テレビ）[278]
- 4月28日、9月29日 - 忍24時（日本テレビ）
- 4月29日、7月18日 - ライフUP（NHK総合）
- 4月29日（2）[注 23]、10月25日（3） - キテレツ人生!なんでこうなった!?（フジテレビ）[279]
- 5月1日[注 62]、8月28日（特別編）[注 62]、12月30日[注 23][53] - 逮捕の瞬間!警察24時（フジテレビ）[注 62]
- 5月2日、9月5日、11月7日 - くりぃむしちゅーの!THE★レジェンド2016（日本テレビ）
- 5月2日、11月28日 - ブレイブ 勇敢なる者（NHK総合）
- 5月3日（第53回）、11月22日（第54回） - 歌謡チャリティーコンサート（NHK総合）
- 5月5日[280]、11月5日 - ピン子、通販やるってよ〜本日開店!ピン子デパート〜（TBS）
- 5月5日・12日、6月11日・18日 - 発掘!お宝ガレリア（NHK総合）※パイロット版
- 5月7日、8月27日 - 聞けば知りたくなる天才たちの自由研究 オモロン（フジテレビ）[注 103]
- 5月9日（1）、9月5日（2） - 爆笑!お泊まり演芸（BS朝日）[281][282]
- 5月11日、10月26日 - あの事件の知らなかったコトSP（テレビ東京）[注 15]
- 5月14日、8月23日 - SFリアル（NHK総合）
- 5月17日、8月2日 - ママをたずねて三千里 小堺一機スナック探訪（BS朝日）[283]
- 5月19日(18日深夜)・26日(25日深夜)、8月21日[注 17] - 絵に描いたような、アレ（日本テレビ）
- 5月19日（京都〜長野の巻）、6月2日（長野〜東京の巻） - 浮世絵ツアー 中山道六十九次名所歩き（NHK BSプレミアム）
- 5月21日（尾道編）、11月26日（佐賀編） - LEXUS presents 奇跡の晩餐〜ダイニングアウト物語〜（BSジャパン）
- 5月22日、6月19日、7月24日 - 世界瞬殺インパクター（テレビ朝日）[注 14][284]
- 5月24日 - 好きになった人（日本テレビ）
- 5月26日（25日深夜）、6月2日（1日深夜） - 電脳王日本一決定戦!ゲーム駅伝（日本テレビ）[285]
- 5月31日（30日深夜）、6月7日（6日深夜） - これ、もう時効だよね?〜今だから聞いちゃいますけど…〜（テレビ東京）[286]
- 6月2日、11月30日[注 15] - わたしはワケあり成功者〜ドン底からの逆転学〜（テレビ東京）
- 6月11日、9月19日、12月24日 - 私たちの、これから（NHK総合）[注 78]
- 6月12日（11日深夜）、15日、7月2日、30日 - 指原（さし）ペディア（NHK総合）
- 6月12日、9月10日 - プレミアムジャーニー〜週末、大人の贅沢をお届けします〜（テレビ東京）
- 6月12日、10月2日 - 上には上がいるもんだ（日本テレビ）[注 17]
- 6月14日、11月9日 - ダイエット・ヴィレッジ（日本テレビ）
- 6月18日(17日深夜)、10月1日(9月30日深夜)、12月21日(20日深夜) - ラストキス〜最後にキスするデート（TBS）
- 6月18日、7月16日 - その涙には理由（わけ）がある（NHK総合）
- 6月18日[注 59]、7月31日、12月17日[注 59] - 充電させてもらえませんか?（テレビ東京）[287]
- 6月20日、9月26日 - 中居正広の神センス☆塩センス!!あの時どうすりゃよかったの!?（フジテレビ）
- 6月21日（6）、12月27日（7）[288] - ぶっこみジャパニーズ（TBS）
- 6月23日・30日（22日・29日深夜）[注 34]、11月20日[注 17] - ナミダ食堂（日本テレビ）
- 6月24日（夏）、9月30日（秋）、12月2日（外伝）、23日（冬・4時間） - ウソかホントかわからない やりすぎ都市伝説スペシャル2016（テレビ東京）[289]
- 6月25日・7月2日 - 記憶力UPゲーム シーホースパワー!（NHK総合）[注 104]
- 6月25日（WOWOW）・8月26日（CX） - 桑田佳祐「偉大なる歌謡曲に感謝〜東京の唄〜」（WOWOW・フジテレビ）[291][292]
- 6月25日[注 76]、11月26日 - 今田耕司の世界オモシロ通販!（日本テレビ）[293]
- 6月26日[注 17]、9月28日 - 衝撃ニュース 追跡リサーチ 調べてみたら驚いた!（日本テレビ）[294]
- 6月28日、12月27日[53] - 潜入!ウワサの大家族SP（関西テレビ）
- 6月29日、8月13日（2） - 空飛ぶ救命救急最前線 緊急出動!ドクターヘリ（BS日テレ）
- 7月9日(4)、12月23日(5) - 柴田理恵のしあわせ満足家族（関西テレビ）[295]
- 7月10日[注 4]、10月14日 - 私的スクープ大賞 みんなニュースキャスター（テレビ朝日）[296]
- 7月10日（2[注 17]）、12月9日 - 眠れる森の美術館（日本テレビ）
- 7月16日、8月27日 - 笑う大須演芸場〜2カ月連続!夏のネタ祭〜（テレビ愛知）[297]
- 7月18日、11月13日[注 53] - 完成!ドリームハウス（テレビ東京）
- 7月23日、11月26日 - 芸能人がこっそり教える幸せ別荘ライフ（日本テレビ）[注 56][298]
- 8月5日、12月21日 - 消費者観察バラエティー 気になるお客サマ（日本テレビ）
- 9月17日[注 103]、12月29日[53] - 答えを聞いたらもう一度見たくなる!クイズ二度見〜One More Time〜（フジテレビ）[299]
- 9月19日、10月24日 - 結婚したら人生劇変!○○の妻たち（TBS）[300]
- 9月24日、12月25日（冬の陣） - バナナマンの爆笑ドラゴン（NHK総合）
- 9月24日・12月3日（BSフジ）、9月30日・12月20日（高知） - 教えて!熱血高知!（高知さんさんテレビ）[301][302][303]
- 9月25日、12月18日 - プロから学ぶ生活術 ダメだし!アドバイザー（テレビ朝日）[注 4]
- 9月25日・10月2日 - ヨロンマリンカップ2016（TOKYO MX）[304]
- 9月26日、11月14日 - 今夜解決!噂の健康術 名医のTHE太鼓判!（TBS）
- 9月27日（26日）、10月4日（3日）、11日（10日各深夜） - なにゆえのカリスマ!?（TBS）[305]
- 9月27日 - 10月1日（9月26日 - 30日各深夜） - 週末は…ウマでしょ!凱旋門賞とテイスティングSP（フジテレビ）
- 9月28日（27日）、10月5日（4日）、12日（11日各深夜） - 必勝!あたりまえ検定 コレできる?できない?（TBS）[306]
- 9月29日（28日）、10月6日（5日）、13日（12日各深夜） - 騙されたと思ってやってみた!〜教えてあなたの超名案〜（TBS）
- 9月30日（29日）、10月7日（6日）、14日（13日各深夜） - 未知の世界に飛び込め THE体感（TBS）[307]
- 9月30日 - 10月21日（全4回） - 中部ネイチャーシリーズ（NHK名古屋放送局 / NHK総合（東海・北陸7県））[308]
- 10月2日、11月6日、12月29日 - 旅MAX〜山里の魅力創造社〜（CBCテレビ）[309]
- 10月2日 - 11月5日（BS）、10月10日 - 11月12日（地上波）（全4回） - 静岡であそぼ（静岡第一テレビ・静岡朝日テレビ・静岡放送・テレビ静岡 / BS日テレ、BS朝日、BS-TBS、BSフジ）[310]
- 10月22日、12月4日 - JA共済スペシャル こころ列島 支えあうチカラ（BS朝日）[311]
- 10月22日[注 4]、12月31日（大晦日SP）- ソノサキ〜のぞいてみたらスゴかった!〜（テレビ朝日）※パイロット版
- 10月23日（22日）、11月27日（26日）、12月18日（17日各深夜） - ササシマMUSIC BASE（中京テレビ）[312]
- 11月13日 - 12月18日（全6回）、アニメソング史上最大の祭典〜アニメロサマーライブ2016〜（NHK BSプレミアム）
- 11月29日（28日深夜）、12月6日（5日深夜） - あの天才のその後…今を追跡してみました（テレビ東京）[313]

## レギュラー番組のスペシャル版

### NHK総合・NHK Eテレ
※『キッチンが走る!』については単発特番として継続されている為別節を参照。
- 1月1日
  - さわやか自然百景新春特集 日本列島 火の国の恵み（NHK総合）
  - 着信御礼!ケータイ大喜利お正月SP2016（NHK総合）
  - ゴー!ゴー!キッチン戦隊クックルンお正月SP（NHK Eテレ）
  - 先人たちの底力 知恵泉新春SP 私はこれで出世しました（NHK Eテレ）
- 1月2日
  - いないいないばあっ!20周年スペシャル（NHK Eテレ）
  - グレーテルのかまどSP あなたを夢の世界へ"くるみ割り人形"のお菓子の国（NHK Eテレ）
- 1月3日
  - 2016年はコレ 超うまいッ!SP（NHK総合）
  - サンデースポーツ・新春!リオ五輪SP（NHK総合）
  - 日曜美術館・特別編（NHK Eテレ）
- 1月5日、12月28日 - 探検バクモンSP（NHK総合）
- 1月10日 - 日曜討論SP（NHK総合）
- 2月11日、3月5日、12月23日、24日 - 忍たま乱太郎の宇宙大冒険 with コズミックフロント☆NEXT（NHK総合）[323]
- 2月27日（26日深夜） - Uta-Tubeスペシャル new-tubeグランプリ（NHK名古屋放送局 / NHK総合・東海北陸地域）
- 3月14日 - 人生デザイン U-29スペシャル 〜松坂桃李 U-29に会いに行く〜（NHK Eテレ）
- 3月31日 - ウワサの保護者会 尾木ママの家庭訪問（NHK Eテレ）
- 4月2日 - 今夜はカバーで名曲を〜The Covers傑作選SP〜（NHK総合）[注 107]
- 7月28日 - 所さん!大変ですよ特番 日本中が騒然!?あり得ない"超格安不動産"SP（NHK総合）[注 108]
- 8月5日 - 2355・0655夏の腑におちるスペシャル!（4日深夜、NHK Eテレ）
- 8月27日 - 生放送!学ぼうBOSAIスペシャルin防災パーク「地震から命を守ろう」（NHK Eテレ）
- 10月29日 - はりきり体育ノ介スペシャル2016（NHK Eテレ）
- 12月19日
  - クローズアップ現代+拡大版 これからどうなる?この先どうする?徹底追跡“おカネ”報道SP（NHK総合）[注 109]
  - LIFE!年の瀬5分拡大スペシャル（NHK総合）
- 12月20日 - 発掘!お宝ガレリア年末スペシャル 社長室のお宝 集めちゃいました!展（NHK総合）
- 12月20日・22日 - 2度目の旅スペシャル〜ちょっとディープな海外旅行〜（NHK総合）[注 110]
- 12月21日 - ファミリーヒストリーSP 北野武〜父と母の真実 阿波国徳島に何が!〜（NHK総合）
- 12月23日
  - 世界で一番美しい瞬間クリスマス・スペシャル 天使が舞い降りるときドイツ（NHK総合）
  - きかんしゃトーマスクリスマススペシャル2016（NHK Eテレ）
- 12月24日 - Eテレミニアニメのなかまたち 冬スペシャル（NHK Eテレ）
- 12月27日 - グッと!スポーツ 年末スペシャル 錦織圭+前田健太（NHK総合）
- 12月29日 - どーも、NHK増刊号〜2016年末スペシャル〜（NHK総合）
- 12月30日
  - 極上のはなし 演芸図鑑スペシャル対談集（NHK総合）
  - ○○!投稿DO画年末特集 ベストヒット2016（NHK総合）
- 12月31日 - ざわざわ森のがんこちゃん放送20周年スペシャル エピソード0〜ざわざわ森とさばくのひみつ〜（NHK Eテレ）

### 日本テレビ・NNN・NNS系列
- 1月1日 - 新春ZIP!4時間生バトル2016（日本テレビ）
- 1月3日（新春SP）、3月27日、7月3日、9月18日（ハワイSP）、12月25日 - おしゃれイズムSP（日本テレビ）
- 1月4日 - 新春ビックラコイタ箱 4世代さる年芸能人様…テレビ局宛に㊙荷物送っておきましたSP（中京テレビ）
- 1月10日 - 2016新春元気丸SP×PfP 若鯉たちのふるさと〜幸せの一枚を訪ねて〜（広島テレビ）
- 1月12日、3月15日、29日、4月19日、5月17日、7月5日、8月9日、9月13日、12月20日（以上2H）、10月11日（4H） - 火曜サプライズ○時間SP（日本テレビ）
- 1月12日、2月2日、3月22日、4月26日、5月17日、6月21日、7月19日、8月16日、9月20日、11月1日、22日、12月20日 - 幸せ!ボンビーガール2時間SP
- 1月17日 - そこまで言って委員会NP新春2時間SP（読売テレビ）
- 1月25日、3月28日、7月4日、9月26日、11月28日、12月19日 - 人生が変わる1分間の深イイ話2時間SP（日本テレビ）
- 1月26日、3月29日、4月19日、5月3日、6月7日、7月5日、8月2日、9月13日、10月18日、11月15日、12月13日 - 解決!ナイナイアンサー2時間SP（日本テレビ）
- 1月29日、3月18日（最終回） - ネプ&イモトの世界番付2時間SP（日本テレビ）
- 2月5日、 4月5日、15日、5月13日、27日、6月24日、7月15日、29日、8月19日、9月30日、10月14日、11月4日、25日、12月16日 - 沸騰ワード10 2時間SP（日本テレビ）
- 2月27日、3月26日、4月16日、5月14日[注 74]、7月23日、9月3日、10月8日、12月10日 - 天才!志村どうぶつ園2時間SP（日本テレビ）
- 3月4日、10月7日[331] - アナザースカイ1時間SP（日本テレビ）
- 3月4日 - ゆうがたGet!プレミアム そ〜なの。信州信濃のさだまさしなの（仮）（テレビ信州）[332]
- 3月11日
  - OH!バンデス特別版 あれから5年 そして未来へ…（ミヤギテレビ）
  - ゴジてれ Chu!特別版 あの日から5年、未来へ（福島中央テレビ）
- 3月12日 - 内村てらす特別編 芸の力で日本のイイとこ照らしますSP!（日本テレビ）[注 76]
- 3月27日 - す・またん!スペシャル 祝!100店到達記念!ラーメンファイル大賞（読売テレビ）[333]
- 4月1日 - テレビタミン 20年目突入!まだまだがんばりますスペシャル!（くまもと県民テレビ）
- 4月9日、6月25日 - マツコ会議拡大SP（日本テレビ）
- 5月7日 - 人気俳優・女優がイタリア&NYへ謎解きツアー 夢の通り道スペシャル（日本テレビ）[注 76]
- 5月15日 - シューイチ×7daysTV かぞくって、なんだ。拡大SP（日本テレビ）[注 74]
- 6月19日 - 大徳トラベル〜初夏の信州・伊那路 ぐるっと大人旅〜（中京テレビ）[334]
- 7月13日 - ヨルナンデス!これが極上の夏休みナンデス!SP（日本テレビ）[335]
- 8月1日 - 変ラボ NEWS4人が24時間耐久の過酷な実験合宿に挑戦SP!（日本テレビ）
- 8月26日 - マヨなか笑人SP（読売テレビ）[329]
- 8月27日
  - 特盛!よしもと 今田・八光のおしゃべりジャングルSP（読売テレビ）[329]
  - 八方・陣内・方正の黄金列伝2時間SP（読売テレビ）[329]
- 9月16日 - 上田晋也の熱狂パラリンピック!〜メダル、それは感謝の証〜（日本テレビ）
- 10月23日 - スクール大革命J組がハッピーサプライズSP（日本テレビ）
- 11月26日 - ヴァンTVスペシャル 2016総力〜J1残留 その先にあるものは〜（山梨放送）
- 11月27日 - アンパンマン特番 新米ママパパ芸能人と行く!クリスマスを楽しむ7つの方法（日本テレビ）
- 12月16日 - ワケあり!レッドゾーン〜大暴走グルメSP〜（読売テレビ）
- 12月20日 - さよなら、フーテン人生〜フーテン達が自分を変える720時間山ごもり〜SP（日本テレビ）
- 12月24日 - ぶらり途中下車の旅 京都・大阪2時間スペシャル（日本テレビ）
- 12月29日 - 読響・第九コンサート2016〜圧巻のベートーヴェン交響曲第9番〜（28日深夜、日本テレビ）
- 12月31日 - メレンゲの気持ち今年話題の人大集合2時間SP（日本テレビ）

### テレビ朝日・ANN系列
- 1月1日 - 朝まで生テレビ!元旦スペシャル（テレビ朝日）
- 1月4日、3月28日、6月13日、7月11日、8月15日、10月3日 - お坊さんバラエティ ぶっちゃけ寺3時間SP（テレビ朝日）
- 1月5日、3月1日、15日、4月12日、5月3日、31日、6月28日、10月4日（以上3H）、1月19日、8月9日、23日、9月6日、11月1日、29日、12月13日、27日（以上2H） - 林修の今でしょ!講座SP（テレビ朝日）
- 1月9日 - 食彩の王国新春スペシャル 薬師丸ひろ子が行く"もてなし宿"の食材物語（テレビ朝日）
- 1月9日、23日、2月6日、20日、3月12日、26日、4月9日、5月7日、21日、6月4日、25日、7月23日、8月6日、9月3日、17日、10月1日、15日、11月19日（以上2H）、12月17日（4H） - 世界が驚いたニッポン! スゴ〜イデスネ!!視察団SP（テレビ朝日）
- 1月10日、24日、2月7日、3月6日、20日、4月17日、5月1日、15日、29日、6月26日、9月11日 - 大改造!!劇的ビフォーアフター2時間SP（朝日放送）
- 1月12日、3月22日、5月17日、7月12日、9月27日、12月20日（以上3H）、1月26日、2月23日、3月8日、4月26日、6月14日[注 118]、7月26日[注 118]、8月2日[注 118]、16日[注 118]（以上2H） - たけしの健康エンターテインメント!みんなの家庭の医学SP（朝日放送）
- 1月17日、2月28日、3月13日、27日、4月24日、6月5日、7月3日、9月4日、25日（以上日曜時代）、10月13日（木曜初回）、12月22日 - 日本人の3割しか知らないこと くりぃむしちゅーのハナタカ!優越館2時間SP（テレビ朝日）
- 2月7日 - ハナタレナックスEX チームナックスがゆく 北海道ドライブツアー〜札幌&十勝でおもしろ看板探しの旅〜（北海道テレビ）[345]
- 2月17日、24日、3月9日、5月4日、6月1日、7月20日、8月31日、9月14日、10月26日、12月7日（以上2H）、3月30日、10月5日、12月21日（以上3H） - くりぃむクイズ ミラクル9SP（テレビ朝日）
- 2月25日（24日深夜）[注 119] - エンプロSP 沖縄VS北海道ガチンコ!南北女芸人幸せさがし♥（北海道テレビ）[346]
- 2月28日[注 14]、4月4日 - 聞きにくい事を聞くスペシャル（テレビ朝日）
- 3月6日、12月25日（年末SP） - 報道ステーション SUNDAYSP（テレビ朝日）
- 3月19日 - ごはんジャパン拡大SP（テレビ朝日）
- 3月26日、9月24日、12月24日 - 人生の楽園拡大SP（テレビ朝日）
- 3月26日 - イチオシ!モーニングスペシャル 新幹線がやってきた!ユメをのせて出発進行（北海道テレビ）
- 3月30日 - 水曜どうでしょう 新作DVD第24弾発売記念スペシャルトーク 水曜どうでしょうを語ろう（北海道テレビ）
- 4月11日、7月4日、8月1日、22日、9月12日、10月24日、11月21日、12月19日 - Qさま!!3時間SP（テレビ朝日）
- 4月19日、6月21日、8月30日、12月6日（以上2H）、5月24日、7月5日、9月20日（以上3H） - 世界の村で発見!こんなところに日本人SP（朝日放送）
- 5月28日 - まとめないで!!SP（テレビ朝日）
- 9月16日 - デザイン・コードSP〜話題のモノに秘められた深すぎる物語2016〜（テレビ朝日）[347]
- 10月9日 - 米倉涼子のなんでもいたします!〜私、ハワイでも失敗しないのでスペシャル〜（テレビ朝日）[注 4][注 120]
- 12月25日 - ビートたけしのTVタックル たけし&爆笑問題がメッタ斬り!2016をザワつかせた30人（テレビ朝日）[180][注 14]
- 12月27日 - テレメンタリー2016スペシャル 災害列島を生き抜く〜被災地復興への希望〜（ANN7局共同制作（テレビ朝日・朝日放送・熊本朝日放送・大分朝日放送・東日本放送・岩手朝日テレビ・北海道テレビ） / 26日深夜、テレビ朝日）
- 12月30日 - グッド!モーニング年末スペシャル（テレビ朝日）
- 12月31日 - 探偵!ナイトスクープ年末スペシャル!!年忘れファン感謝祭2016（朝日放送）

### TBS・JNN系列
- 1月2日
  - ごぶごぶお正月SP（1日深夜、毎日放送）
  - 新春!明石家電視台新婚さん大集合SP!（毎日放送）
  - 住人十色お正月SP〜闘う家2016〜（毎日放送）
- 1月3日 - 健康カプセル!ゲンキの時間 ぶらり歩いて健康に!お正月SP（CBCテレビ）
- 1月5日 - アリよりのアリSP（TBS）
- 1月8日、15日、2月5日、4月15日、5月6日、20日、6月10日、7月8日、8月12日、10月14日、11月4日（以上2H）、3月25日、6月24日、12月23日（以上3H） - ぴったんこカン・カンスペシャル（TBS）
- 1月9日、23日、2月13日、3月12日、26日、5月7日、6月18日、7月2日、30日、8月13日、9月24日、10月1日、11月26日（以上2H）、12月24日（3H） - ジョブチューン アノ職業のヒミツぶっちゃけます!SP（TBS）
- 1月10日（9日深夜） - ランク王国 新春びっくりモンキーSP（TBS）
- 1月10日、2月7日、21日、3月6日(最終回) - 駆け込みドクター!運命を変える健康診断2時間SP（TBS）
- 1月12日（11日深夜）、23日、3月19日、8月6日、9月24日 - 別冊!王様のブランチ（TBS）
- 1月16日、3月19日、4月16日、6月11日、7月9日、23日、8月6日、9月3日、10月15日、12月17日 - 炎の体育会TVSP（TBS）
- 1月17日、24日、2月14日、28日、3月13日、20日(以上、日曜2H)、4月17日、7月24日、8月7日、9月11日、18日(以上、日曜2.5H)、10月18日、11月1日、22日(以上、火曜2H) - この差って何ですか?SP（TBS）
- 1月18日、25日、2月1日、15日、3月14日(最終回) - 私の何がイケないの?SP（TBS）
- 1月23日 - 世界・ふしぎ発見!30周年直前 世界三大ミュージアム発 最新ナゾ解きの旅SP（TBS）
- 1月26日、2月9日、4月5日、6月28日、7月12日、19日、8月2日、30日、9月13日(最終回) - 所さんのニッポンの出番!SP（TBS）
- 1月8日、22日、4月1日、8日、5月27日、7月1日、15日、8月19日、10月7日、28日、11月11日、12月16日 - 中居正広のキンスマスペシャル（TBS）
- 2月20日 - 暮らしのレシピSpecial 人気モデルに学ぶ 毎日をステキに変える20の方法（TBS）
- 2月24日、4月20日、6月15日、8月17日、9月14日、28日、10月5日、19日（以上2H）、3月23日（3H） - トコトン掘り下げ隊!生き物にサンキュー!!SP（TBS）
- 3月2日 - じゃじゃじゃTV 復興への道スペシャル（IBC岩手放送）
- 3月4日 - 爆報! THE フライデー2時間SP（TBS）
- 3月5日（4日深夜） - 有吉ジャポンSP（TBS）
- 3月10日、4月14日（以上3H）、7月7日、9月1日（以上2H） - プレバト!!天才!?凡人!?査定ランキングSP（毎日放送）
- 3月16日 - BSN水曜見ナイト 春の2時間SP（新潟放送）
- 3月21日 - 買いテキ!SP わがまま女子会ツアー（TBS）[355]
- 3月26日 - Bravo!ファイターズ開幕SP（北海道放送）
- 3月28日 - テレビ高知新スタジオ「できちゃった」記念 テレっちのたまご60分スペシャル（テレビ高知）
- 4月3日、6月26日、9月25日、12月25日 - 林先生が驚く初耳学!SP（毎日放送）
- 4月11日（初回）、18日、5月23日、6月20日、7月4日、25日（最終回） - 直撃!コロシアム!! ズバッと!TV2時間SP（TBS）
- 4月24日（初回）、5月8日、6月26日、7月31日、8月21日、9月4日、25日、10月23日、11月6日、20日、12月18日、25日、 - 珍種目No.1は誰だ!? ピラミッド・ダービーSP（TBS）
- 4月25日（初回）、5月30日、6月27日、8月1日、29日、12月12日 - 7時にあいましょう2時間SP（TBS）
- 6月1日 - ザ・ゴールデン「別撮 ちぐまや家族」（テレビ山口）
- 7月17日 - アッコにおまかせ!特別編 アカサカサガス2016夏（TBS）
- 7月18日 - クレイジージャーニーSP（TBS）[356]
- 8月15日（初回3H）、10月17日、11月7日、12月19日（3H） - 好きか嫌いか言う時間SP（TBS）
- 9月24日 - せやねん!デラックス メチャメチャメチャ売れ!!（毎日放送）
- 10月16日（初回）、30日、12月11日 - クイズ☆スター名鑑2時間SP（TBS）
- 12月2日 - 爆報! THE フライデーSP（TBS）
- 12月5日（4日深夜） - 報道の魂SP 戦争とは〜記者たちの眼差し 戦後71年の開戦の日に〜（TBS）
- 12月17日（16日深夜：MBS）、12月21日（MX） - 西川ニキと玲奈タソのアニマゲーを年末やからまとめてええとこどりチート放送したいン（毎日放送、TOKYO MX1）
- 12月23日 - NEWS23拡大SP（TBS）[193]
- 12月24日
  - 上田晋也のニッポンの過去問 ニュースの真相直撃SP（TBS）[193]
  - 新チューボーですよ!最終回ですよ!スペシャル（TBS）[357]
- 12月29日
  - ニュースキャスター 超豪華!芸能ニュースランキング2016決定版（TBS）[358]
  - NEWSな2人SP（TBS）[359]
- 12月30日 - メッセンジャーの○○は大丈夫なのか?年末特大号 大丈夫じゃなかったアワード2016（毎日放送）
- 12月31日
  - 開運音楽堂2016大晦日SP!!（TBS）[193]
  - 健康カプセル!ゲンキの時間 カラダのサビ落とし!伝統vs最新の健康法SP（CBCテレビ）[193]

### テレビ東京・TXN系列
- 1月2日 - 天才アスリート 勝利の言葉〜みらいのつくりかた新春SP〜（テレビ東京）
- 1月3日
  - ポンコツ&さまぁ〜ずSP（テレビ東京）
  - 男子ごはん新春SP（テレビ東京）
  - ゴッドタンスペシャル 芸人マジ歌選手権（テレビ東京）
- 1月4日、2月15日、3月21日、4月11日、6月27日、8月29日、11月21日[224]（以上2H）、10月10日（3H）、12月26日（2.5H） - YOUは何しに日本へ?SP（テレビ東京）
- 1月4日、3月21日、5月2日、6月27日、7月11日、8月29日、9月19日、11月14日（以上2H）、9月26日（3H）、12月26日（2.25H） - 世界ナゼそこに?日本人 〜知られざる波瀾万丈伝〜SP（テレビ東京）
- 1月5日、26日、2月9日、23日、3月15日、4月19日、26日、5月17日、31日、6月14日、7月5日、19日、8月2日、16日、30日、9月13日、20日、10月11日、18日、11月8日、15日、29日、12月20日（2H）、31日（2.5H） - ウソのような本当の瞬間!30秒後に絶対見られるTVSP（テレビ東京）
- 1月6日、20日、2月3日、17日、3月2日、9日、30日、4月13日、27日、5月11日、25日、6月8日、15日、7月6日、20日、8月10日、24日、9月14日、21日、10月5日、26日、11月9日、30日、12月14日 - ソレダメ!〜あなたの常識は非常識!?〜2時間SP（テレビ東京）
- 1月11日、4月4日、6月20日、12月19日（以上1.5H）、11月21日（2H） - 未来世紀ジパングSP（テレビ東京）
- 1月12日、2月2日、16日、3月8日、22日、4月5日、5月3日、10日、24日、6月28日、7月12日、8月9日、23日、9月6日、27日、10月4日、25日、11月1日、22日[224]、12月6日、13日（以上2H）、27日（2.5H） - ありえへん∞世界SP（テレビ東京）
- 1月18日、2月8日、3月14日、5月9日、6月20日、7月4日、10月17日、11月28日、12月19日（以上2H）、4月18日、8月8日、10月3日（以上3H） - 主治医が見つかる診療所SP（テレビ東京）
- 2月16日（2H）[注 15]、4月16日（ゴールデン初回）、9月3日、10月8日、11月12日、12月3日、24日（以上2.5H）、28日（深夜SP） - 家、ついて行ってイイですか?SP（テレビ東京）
- 2月19日、3月25日、4月1日、29日、6月10日、8月26日、9月9日、23日 - 所さんの学校では教えてくれないそこんトコロ!2時間SP（テレビ東京）
- 3月11日
  - アンサースペシャル ふくしまの真実（テレビ東京）
  - コレ考えた人、天才じゃね!? 〜今すぐ役立つ生活の知恵、集めました〜SP（テレビ東京）※最終回
- 3月19日 - 綾小路きみまろプレゼンツ 歌あり笑いあり涙あり ニッポンの中高年大集合SP〜春ノ陣〜（テレビ大阪）[364][注 125]
- 3月21日（20日深夜） - 紺野、今からニュージーランドで踊るってよ（テレビ東京）
- 4月3日
  - Re:ゼロから始める異世界体験（2日深夜、テレビ東京）[注 126]
  - 遊戯王ARC-V 1時間SP（テレビ東京）
- 4月8日、7月8日、9月2日、10月7日、12月16日 - たけしのニッポンのミカタ!SP（テレビ東京）
- 4月12日（11日深夜） - 鷲見玲奈、春の伊豆で肉と魚とスイーツ30分吟じまくります。（テレビ東京）
- 4月14日（初回）、5月26日、6月16日、8月11日、9月22日、10月13日、12月15日（以上2H）、29日（3H） - 世界!ニッポン行きたい人応援団SP（テレビ東京）
- 5月3日、4日、5日 - なるほどストリート予習復習スペシャル（テレビ東京）
- 7月15日 - 超豪華版妖怪ウォッチ 夏のお宝情報大放出 スペシャルだニャン!（テレビ東京）
- 9月30日（初回2H）、10月7日、12月9日（2H）、28日（3H） - 超かわいい映像連発!どうぶつピース!!SP（テレビ東京）
- 11月26日[224]、12月24日 - 出没!アド街ック天国SP（テレビ東京）
- 12月20日 - ガイアの夜明けSP 密着!「築地」7ヵ月〜移転問題…そして新たな挑戦〜（テレビ東京）
- 12月25日（24日深夜） - FOOT×BRAINスペシャル（テレビ東京）
- 12月25日 - 追跡LIVE! Sports ウォッチャー特別版 アスリート(秘)壮絶人生 愛と涙の感動スペシャル（テレビ東京）
- 12月27日
  - 開運!なんでも鑑定団年末2時間スペシャル（テレビ東京）
  - チマタの噺SP〜たけし噺2016〜（テレビ東京）[365]
- 12月30日 - 乃木坂工事中SP 乃木坂46&欅坂46合同大忘年会!!（29日深夜、テレビ愛知）[366]

### フジテレビ・FNN・FNS系列
※さんまのまんま、潜入!ウワサの大家族については単発特番として継続されている為別節を参照。
- 1月1日
  - あけましてそんなバカなマン まさかのそんなバカな生放送SP（フジテレビ）
  - ゴリパラ見聞録Happy New Year 生放送SP2016（テレビ西日本）
  - ワイドナショーSP（フジテレビ）
  - 快傑えみちゃんねるウワサの芸能人夫婦!元日から大バトルSP（関西テレビ）
- 1月2日
  - 皇室ご一家新春スペシャル2016（フジテレビ）
  - 有吉くんの正直さんぽ新春SP（フジテレビ）
- 1月3日（新春SP）、7月30日（昼SP） - はやく起きた朝は…SP（フジテレビ）
- 1月8日、2月19日、3月11日、25日、4月15日、7月22日、9月9日、30日、10月21日 - ダウンタウンなうSP（フジテレビ）
- 1月13日、3月2日、4月20日、5月18日、6月22日、10月12日、11月9日（以上2H）、3月23日、7月6日、27日、12月28日（以上3H）、9月28日（4H） - 世界の何だコレ!?ミステリー○時間SP（フジテレビ）
- 2月20日 - ハイヒールの真昼間市場〜どーもアリガト!真夜中市場20周年SP〜（関西テレビ）[377]
- 2月24日、4月13日、5月4日、7月13日、9月21日、10月5日、11月2日、12月21日 - おじゃMAP!!SP（フジテレビ）
- 2月27日 - モモコのOH!ソレ!み〜よ!BIGマザー相談室 ハーフタレント大集合スペシャル（関西テレビ）
- 3月6日、7月10日、12月25日（以上2.25H）、4月10日（1.75H） - Mr.サンデーSP（フジテレビ・関西テレビ）
- 3月19日 - もしもツアーズSP（フジテレビ）
- 3月23日、7月8日[注 23] - さまぁ〜ずの神ギ問SP（フジテレビ）
- 3月25日、9月16日 - 全力!脱力タイムズSP（フジテレビ）
- 3月26日 - ミュージャックNGT48SP たかみなラストサプライズ!!!（25日深夜、関西テレビ）[378]
- 3月27日 - 原作生誕70周年記念 サザエさん 春の浅草観光&湯水家でお手伝いSP（フジテレビ）[379]
- 3月30日 - ライオンのごきげんようゴールデン!大物だらけのサイコロSP（フジテレビ）[380]
- 3月31日 - 村上信五とスポーツの神様たち出張!現役神様を全力応援SP（30日深夜、フジテレビ）
- 4月2日 - 週刊ながのスポーツ!春の拡大スペシャル（長野放送）
- 4月3日（2日深夜） - 久保みねヒャダこじらせナイトさよならアルタSP（フジテレビ）[381]
- 4月11日 - キスマイBUSAIKU!?芸能人モテ技大公開SP（フジテレビ）
- 4月20日 - 人生のパイセンTV春のブチアゲ胸キュンモテ祭り モテ髪モテ技すべて見せます90分SP（フジテレビ）[382]
- 4月22日（初回）、6月24日、7月8日 - 幸せ追求バラエティ 金曜日の聞きたい女たち2時間SP（フジテレビ）
- 4月23日（初回2H）、5月21日（1.5H）、7月16日、10月15日（2H） - 超ハマる!爆笑キャラパレードSP（フジテレビ）
- 4月26日（初回）、5月10日、31日、6月14日、8月9日、30日 - 人気者から学べ そこホメ!?SP（フジテレビ）
- 5月7日 - さんまのお笑い向上委員会 爆笑問題太田カムバック1時間SP（フジテレビ）
- 5月21日 - となりの新選組・ダービー編（フジテレビ）[注 2]
- 7月26日 - ニッポンのぞき見太郎SP（関西テレビ）
- 9月3日 - ヤッホー!SPECIAL 宮根誠司のNEXT SAN-IN（山陰中央テレビ）[383]
- 10月7日 - FNNスピーク拡大SP（フジテレビ）
- 10月18日 - 華丸・大吉26周年記念 今年はシンガポールげなSP（テレビ西日本）[注 129]
- 10月22日 - 空とギターとぐっさんと〜島の数だけ唄になる♪〜（東海テレビ）[注 130]
- 11月8日（初回2H）、22日、12月13日（2H） - 今夜はナゾトレSP（フジテレビ）
- 12月23日 - NMBとまなぶくんSP（22日深夜、関西テレビ）
- 12月24日
  - ジャルやるっ!年末生放送!関西人にちょっとだけムチャしてもらいましたクイズ2016（23日深夜、関西テレビ）
  - めざましテレビPresents〜"わんこのおかげ"SP（フジテレビ）[注 2][384]
  - テレビ寺子屋2000回記念SP 子育て一等賞のくに〜フィンランドのママが幸せな理由〜（テレビ静岡）
- 12月27日 - 村上マヨネーズのツッコませて頂きます!アタリ企画で勝負かけたるでSP!（関西テレビ）[53]
- 12月28日
  - 海と大地のひろしま食堂年末SP 夫婦愛VSコンビ愛!冬の最強鍋決定戦!（27日深夜、テレビ新広島）[385]
  - 天国!?地獄!?雨上がり食楽部 京都グルメクイズツアー（関西テレビ）[386]
- 12月29日 - いただきハイジャンプ 年末人助け大放出SP（フジテレビ）[53]
- 12月30日 - 釣りごろつられごろ2016年末総集編 祝!2000 回突破!やっぱり釣りって最高でーす!（テレビ新広島）[385]
- 12月31日 - ライオンのグータッチ大感謝祭2016（フジテレビ）[53]

### クロスネット局・トリプルクロスネット局・独立局・BS・CS
- 1月1日
  - Disco Train New Year Special 2016（TOKYO MX1）
  - 初春 浅草お茶の間寄席（千葉テレビ）
  - 落語小僧新春SP（BSフジ）
  - 古地図の謎解き!SP（BS11）
- 1月2日
  - にっぽん縦断 こころ旅 500日走破記念!火野正平・とうちゃこ祭り（NHK BSプレミアム）
  - ブラマヨ弾話室〜ニッポン、どうかしてるぜ!〜'16新春SP（BSフジ）
- 1月3日、8日（2H） - THE 歴史列伝〜そして傑作が生まれた〜SP（BS-TBS）
- 1月3日、17日、4月9日 - 鉄道ニュース546 アフタートーク集（鉄道チャンネル）
- 1月4日 - 出発!気ままに趣味旅3時間SP（BSジャパン）
- 1月5日（4H）、2月2日、3月15日（2H） - 悠久への旅 とっておきの京都スペシャル（BS朝日）
- 1月5日、2月2日、3月8日、4月12日、5月10日、6月7日、7月12日、9月13日、11月8日 - 日本名曲アルバム2時間スペシャル（BS-TBS）
- 1月5日、3月8日、4月5日、5月3日、6月7日、7月5日、8月2日、9月6日、10月11日、11月15日、12月6日 - 空から日本を見てみよう+2時間SP（BSジャパン）
- 1月6日、5月11日 - 極上のクルーズ紀行2時間SP（BS-TBS）
- 1月6日、2月10日、3月9日、8月5日、9月16日、10月 - 高島礼子・日本の古都SP（BS-TBS）
- 1月10日 - にっぽん真発見2時間SP（BSジャパン）
- 1月12日、2月9日、3月15日、4月5日、5月3日、6月14日、7月5日 - 日本の旬を行く!路線バスの旅SP（BS-TBS）
- 1月13日、3月16日、4月8日、6月17日、7月15日、8月12日、9月16日、10月14日（以上2H）、2月10日（3H） - 徳光和夫の名曲にっぽんSP（BSジャパン）
- 1月13日、2月3日、3月16日、4月13日、20日、5月11日、6月15日、7月6日、9月7日 - 美しい日本に出会う旅2時間SP（BS-TBS）
- 1月16日、7月9日 - あの年この歌〜時代が刻んだ名曲たち〜SP（BSジャパン）
- 2月2日、6月7日、8月2日 - わんニャン倶楽部〜動物と楽しく暮らそう〜2時間SP（BS日テレ）
- 2月11日、3月17日 - 歴史ミステリー日本の城見聞録SP（BS朝日）
- 2月12日、3月18日、4月15日、8月5日、11月（2H） - ぶらぶら美術・博物館スペシャル（BS日テレ）
- 3月7日、5月2日、6月13日、7月4日、8月8日、9月5日 - 世界一周魅惑の鉄道紀行2時間SP（BS-TBS）
- 3月10日、9月22日（最終回） - イチオシ!2泊3日の旅2時間SP（BS日テレ）
- 3月11日 - NEWS PORT 3.11「東日本大震災5年」拡大版（サンテレビ）
- 3月19日（2H）、12月31日（年末2本立て） - おぎやはぎの愛車遍歴SP（BS日テレ）
- 3月29日 - スパーク オン ウェイヴ 26年間ありがとう!最終回SP（テレビ大分）[389]
- 3月30日 - 黒柳徹子のコドモノクニ最終回SP（BS朝日）
- 4月7日（初回2H）、5月5日（5H）[390]、7月7日、9月15日（2H）、8月11日（4H）、12月31日 - 2017年元日（年越し10H） - お笑い演芸館SP（BS朝日）
- 4月12日（初回）、5月3日、6月14日、7月12日、8月9日、9月6日、10月11日、12月13日 - 京都ぶらり歴史探訪2時間SP（BS朝日）
- 4月23日 - 美の壺スペシャル〜有田焼400年 器の宇宙〜（NHK BSプレミアム）
- 5月24日 - スーパー主婦☆ザ・ワールド（NHK BSプレミアム）[391][注 131]
- 5月28日 - ストロングポイント特別版 上田晋也が車いすテニス・国枝選手を直撃取材SP（BS日テレ）[393]
- 6月6日（3H）、7月11日、8月1日、9月12日、10月10日、11月14日（2H） - 由紀さおりの素敵な音楽館スペシャル（BS-TBS）
- 7月10日 - 週刊報道LIFE 参院選スペシャル 〜外国人記者が見たニッポンの選挙〜（BS-TBS）
- 7月12日 - japanぐる〜ヴ特別編　夏と言えば…花火でドーン!フェスだ!祭りだ!おでかけSP!（BS朝日）
- 8月2日 - ニッポン百年食堂SP（BSフジ）
- 8月18日 - 中井精也のてつたびスペシャル ゆる鉄、台湾をゆく（NHK BSプレミアム）
- 9月13日 - 三宅裕司のふるさと探訪〜こだわり田舎自慢〜SP（BS日テレ）
- 10月12日（初回2H）、11月16日、12月14日（2H） - ふらり親子旅スペシャル（BS-TBS）
- 10月30日
  - 東京クラッソ!NEOスペシャル プレイバック!感動のリオデジャネイロ（TOKYO MX1）
  - The Covers Fes. 2016（NHK BSプレミアム）
- 11月6日 - アメリカ大統領選直前SP 外国人記者は見た+ 週刊報道LIFE（BS-TBS）
- 11月20日 - 船越英一郎 京都の極み 秋の紅葉2時間スペシャル（BS日テレ）
- 12月6日 - 鉄道・絶景の旅紅葉スペシャル（BS朝日）
- 12月16日 - 深層NEWS緊急提言!3時間生激論スペシャル（BS日テレ）
- 12月17日 - Sound Inn "S"クリスマススペシャル（BS-TBS）
- 12月18日 - 新・BS日本のうたSP 冬の大感謝祭（NHK BSプレミアム）
- 12月21日 - ザ少年倶楽部クリスマススペシャル2016（NHK BSプレミアム）
- 12月30日 - 笑う洋楽展年末スペシャル 第3回「紅白ビデオ合戦」（NHK BSプレミアム）
- 12月31日
  - F.C.TOKYO魂!年末スペシャル2016（TOKYO MX1）
  - ホークス中継2016日本一奪回へ!忘年会スペシャル!（TOKYO MX1）
- 12月31日 - 2017年1月1日
  - 年またぎ酒場放浪記 樽酒鏡開き2時間スペシャル（BS-TBS）
  - 冗談手帖年またぎスペシャル（BSフジ）

## 選挙特別番組

### 第24回参議院議員通常選挙
放送日は2016年7月10日を基準とする。BS・CSでのみ全編放送された番組はなく、以下には地上波で放送された番組を記す（BS・CSで一部時間帯ネット受けされた番組またはBS・CS局制作で地上波でネット受けされた番組を含む）。
NHK総合
- 『第24回参議院議員選挙開票速報』[394]
  - 放送時間：19:55 - 翌4:30
  - 出演者：武田真一、松村正代

日本テレビ
- 『NNN参院選特別番組ZERO×選挙2016』[395]
  - 放送時間
    - 【日本テレビ（制作局）】19:58 - 21:00（第1部）・21:00 - 23:30（第2部）・23:50 - 翌2:00（第3部）
    - 【日テレNEWS24〈CS〉】19:57[注 132] - 21:00（第1部）・21:00 - 23:30（第2部）

  - 出演者：村尾信尚、小正裕佳子 / 櫻井翔[396] / 小山慶一郎[397] / 桐谷美玲、又吉直樹
- 『日テレNEWS24×参院選SP』（日テレNEWS24〈CS〉制作）[398]
  - 放送時間
    - 【日テレNEWS24（制作局）】23:30 - 翌2:00（第1部）・翌2:00 - 4:00（第2部）
    - 【日本テレビ】翌2:00 - 3:58（第2部の本編のみ全編ネット受け）

  - 出演者：舟橋明恵 / 菊地舞美、右松健太
- 『Oha!4 NEWS LIVE参院選SP』（日テレNEWS24〈CS〉制作）
  - 放送時間
    - 【日テレNEWS24（制作局）】翌4:00 - 5:20（第1部）・翌5:20 - 5:50（第2部）・翌5:50 - 7:00（地上波非サイマルパート）
    - 【日本テレビ】翌4:00 - 5:20（第1部）・翌5:20 - 5:50（第2部）

  - 出演者：畑下由佳 / 小菅晴香、辻岡義堂 / 榊菜美 / 内田敦子 / 加藤多佳子 / 小栗泉 / 右松健太、菊地舞美

テレビ朝日
- 『選挙ステーション』[399]
  - 放送時間：19:57 - 21:00（第1部）・21:00 - 22:50（第2部）・22:50 - 翌0:10（第3部）
  - 出演者：富川悠太、小川彩佳 / 後藤謙次

TBSテレビ
- 『激突!選挙スタジアム2016』[400]
  - 放送時間：19:56 - 21:30（第1部）・21:30 - 23:05（第2部）・23:05 - 翌0:05（第3部）・翌0:05 - 1:00（第4部）・翌1:15 - 2:30（第5部）
  - 出演者：恵俊彰 / 膳場貴子、竹内明 / 岸井成格、星浩 / 佐古忠彦、加藤シルビア / 駒田健吾、皆川玲奈 / 松井珠理奈
- 『すべて見せます!最終議席まで』（TBSニュースバード〈CS〉制作）[401]
  - 放送時間
    - 【TBSニュースバード（制作局）】19:55 - 翌1:30（第1部）・翌1:30 - 2:30（第2部）・翌2:30 - 4:00（第3部）
    - 【TBSテレビ】翌2:30 - 4:00（第3部のみネット受け）

  - 出演者：伊藤隆太 / 岩城浩幸 / 菊野理沙、平川彩佳

テレビ東京
- 『TXN選挙SP 池上彰の参院選ライブ』[402][403]
  - 放送時間
    - 【テレビ東京（制作局）】19:50 - 20:00（第1部）・20:00 - 22:00（第2部）・22:00 - 23:48（第3部）
    - 【BSジャパン】20:00 - 22:00（第2部のみネット受け）

  - 出演者：池上彰 / 大江麻理子、大浜平太郎、相内優香 / 峰竜太、宮崎美子、浅香唯、高橋みなみ、小島瑠璃子、杉山セリナ

フジテレビ
- 『FNN参院選 みんなの選挙2016』[404][405]
  - 放送時間：19:58 - 21:00（第1部）・21:00 - 23:00（第2部）・23:00 - 24:00（第3部）・翌0:00 - 1:55（第4部）
  - 出演者：宮根誠司、伊藤利尋 / 生野陽子、椿原慶子 / 春香クリスティーン、藤田ニコル / 安藤優子

### 2016年東京都知事選挙
放送日は2016年7月31日を基準とする。BS・CSでのみ全編放送された番組は今回もなく、以下には地上波で放送された番組を記す（全国ネットのみ）。
NHK総合
- 東京都知事選開票速報
  - 放送時間：20:00 - 20:50・21:49 - 22:20・22:50 - 23:07・翌0:10 - 0:55
    - 当日放送分はいずれも全国放送だったが、翌日放送分は関東地区（1都6県）のみ。

テレビ東京
- 日曜ビッグバラエティ・池上彰のニッポンの大問題 都知事選スペシャル[注 53][406]
  - 放送時間：18:30 - 19:00（第1部）・19:00 - 21:00（第2部）[注 133]
  - 出演者：池上彰、森本智子、大橋未歩、猪瀬直樹 ほか

### 2016年アメリカ合衆国大統領選挙
放送日は2016年11月9日（日本時間）を基準とする。以下に記載はないも、日中帯の報道・情報番組の通常放送で米大統領選を取り扱ったものがある。
地上波
NHK総合
- ニュース「アメリカ大統領選」（10:00 - 10:30・11:00 - 11:35・13:00 - 14:00・14:00 - 15:00・16:00 - 17:00・17:00 - 18:00・18:00 - 18:10）

日本テレビ
- every.特別版 NNN 速報!アメリカ大統領選（10:25 - 11:30）
  - 出演者：小山慶一郎 / 藤井貴彦 / 鈴江奈々

テレビ朝日
- ANN報道特別番組 ワイド!スクランブル拡大SP 速報!アメリカ大統領選挙（9:55 - 10:25・12:00 - 12:30）
  - 出演者：橋本大二郎、大下容子、池上彰 ほか

TBS
- ひるおび!・拡大（9:55 - 10:25）
  - 出演者：恵俊彰、江藤愛、蓮見孝之、高畑百合子ほか

テレビ東京
- 池上彰の日本人が知りたい…世界の大問題!〜アメリカ大統領選ライブ〜（21:00 - 22:48）
  - 出演者：池上彰 / 相内優香 / 峰竜太、宮崎美子、パックン、SHELLY、小島瑠璃子 ほか

フジテレビ
- とくダネ!大統領選拡大版（8:00 - 10:20）
  - 出演者：小倉智昭、菊川怜 / 梅津弥英子 / 笠井信輔 ほか

- FNN報道特別番組 速報!アメリカ大統領選〜トランプ劇場最終章〜（10:25 - 11:55）
  - 出演者：伊藤利尋 / ケント・ギルバート、宮澤エマ、中山俊宏 / 市川紗椰、モーリー・ロバートソン、椿原慶子

- メディアミックスα・アメリカ大統領選みんなのニュースSP（15:50 - 16:50）
  - 出演者：伊藤利尋、椿原慶子

BS・CS（地上波サイマル番組を除く）
NHK BS1
- 米大統領選開票速報（9:00 - 15:25、BSニュースによる中断挟む）

日テレNEWS24（CS）
- NNN速報! アメリカ大統領選挙（12:00 - 13:30）
  - 出演者：塚田文、若林理紗 ほか

## リオデジャネイロオリンピック
各局キャスターなど。
- NHK：阿部渉、三瓶宏志、杉浦友紀、森花子 / 佐々木彩、上原光紀、澤田彩香[411] / 主題歌：安室奈美恵「Hero」[412]
- 日本テレビ：櫻井翔 / 明石家さんま / 上田晋也 / 田中理恵[413] / 主題歌：嵐「Power of the Paradise」[414]
- テレビ朝日：松岡修造 / 寺川綾[415] / 福山雅治 / 主題歌：福山雅治「1461日」[416]
- TBS：中居正広 / 高橋尚子 / 小林由未子 / 主題歌：SMAP「ありがとう」[417]
- テレビ東京：小泉孝太郎 / 織田信成、照英 / 秋元玲奈[418] / 主題歌：和楽器バンド「起死回生」[419]
- フジテレビ：宮澤智 / 野村忠宏、髙橋大輔、小谷実可子[420] / 主題歌：EXILE「Joy-ride 〜歓喜のドライブ〜」[421]